# Liste der Biografien/Hon
Liste der Biografien |
Portal Biografien |
Personensuche
# |
A |
B |
C |
D |
E |
F |
G |
H |
I |
J |
K |
L |
M |
N |
O |
P |
Q |
R |
S |
T |
U |
V |
W |
X |
Y |
Z |
?
 
Ha |
Hd |
He |
Hi |
Hj |
Hk |
Hl |
Hm |
Hn |
Ho |
Hr |
Hs |
Ht |
Hu |
Hv |
Hw |
Hy
 
Hoa |
Hob |
Hoc |
Hod |
Hoe |
Hof |
Hog–Hok |
Hol |
Hom |
Hon |
Hoo |
Hop |
Hoq |
Hor |
Hos |
Hot |
Hou |
Hov |
How |
Hox |
Hoy |
Hoz
Die Liste der Biografien führt alle Personen auf, die in der deutschsprachigen Wikipedia einen Artikel haben. Dieses ist eine Teilliste mit 574 Einträgen von Personen, deren Namen mit den Buchstaben „Hon“ beginnt.

## Hon
- Hon Tai-Fai, Savio (* 1950), chinesischer Geistlicher, römisch-katholischer Erzbischof und Diplomat
- Hon, Chi Fun (1922–2019), chinesischer Maler und Grafiker
- Hon, Louis (1924–2008), französischer Fußballspieler und -trainer
- Hon, Priscilla (* 1998), australische Tennisspielerin

### Hona
- Hon’ami, Kōetsu (1558–1637), japanischer Maler
- Honami, Yukine, japanische Comiczeichnerin
- Honan, Lisa, britische Politikerin, Gouverneurin von St. Helena, Ascension und Tristan da Cunha
- Honan, Robin, Filmproduzentin, Drehbuchautorin und Schauspielerin
- Honan, Tras (1930–2023), irische Politikerin
- Honardoost, Mehdi (* 1958), iranischer Diplomat
- Honart, Johann von (1636–1721), niederländischer Ingenieur, Kartograph und Landmesser in ostfriesischen Diensten, Oberdeichgraf in Norden und im Herzogtum Braunschweig-Lüneburg
- Honasan, Gregorio (* 1948), philippinischer Oberst und Politiker
- Honauer, Georg (1572–1597), deutscher Goldschmied und AlchemistGeorg Honauer (1572–1597)

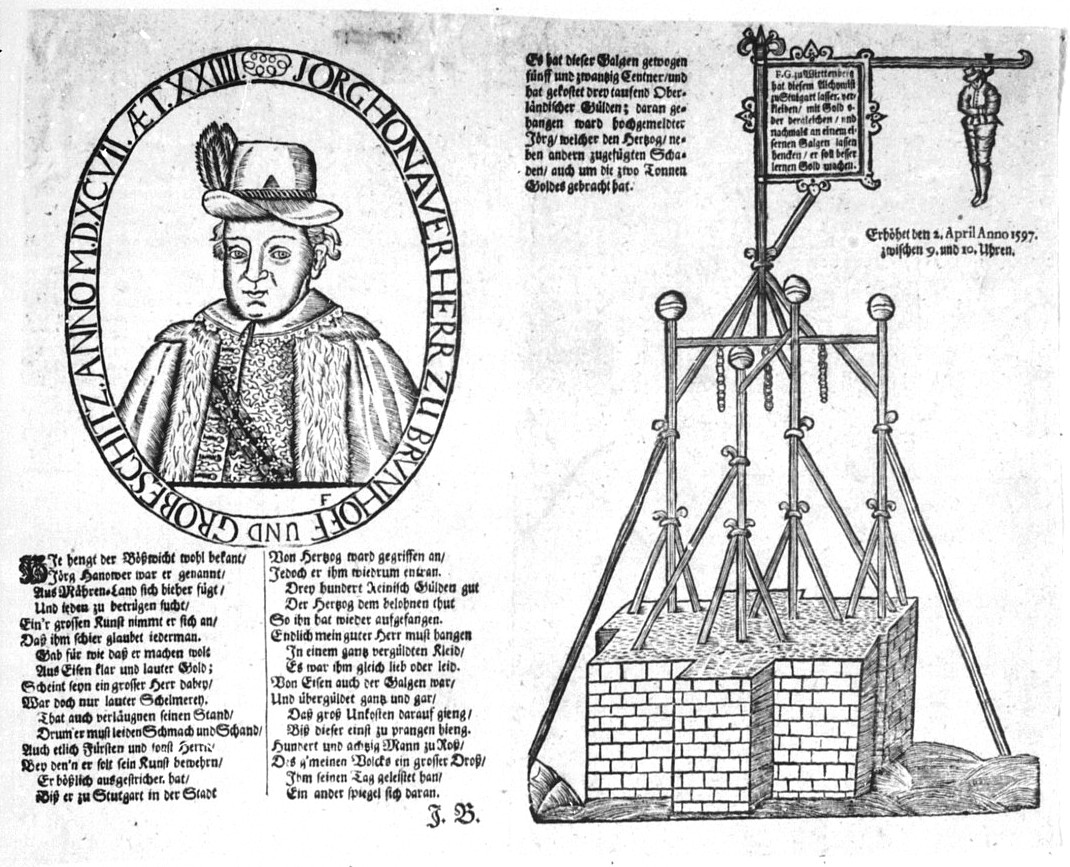
Georg Honauer (1572–1597)

- Honay, Karl (1891–1959), österreichischer Politiker (SPÖ), Landtagsabgeordneter, Mitglied des Bundesrates

### Honc
- Honcamp, Franz (1875–1934), deutscher Agrikulturchemiker
- Hončová, Michaela (* 1992), slowakische Tennisspielerin

### Hond
- Hond, Frank den, niederländischer Sozialwissenschaftler
- Hond, Meijer de (1882–1943), niederländischer Rabbiner
- Honda Kumatarō (1874–1948), japanischer Politiker und Diplomat, Botschafter in Deutschland und China
- Honda, Chieko (1963–2013), japanische Synchronsprecherin (Seiyū)
- Honda, Eizō, japanischer Jazzmusiker
- Honda, Fūchi (* 2001), japanischer Fußballspieler
- Honda, Harumi (* 1963), japanischer Bahnradsportler
- Honda, Ishirō (1911–1993), japanischer Filmregisseur
- Honda, Kazuhiro (* 1972), japanischer Badmintonspieler und -trainer
- Honda, Keisuke (* 1986), japanischer FußballspielerKeisuke Honda (* 1986)

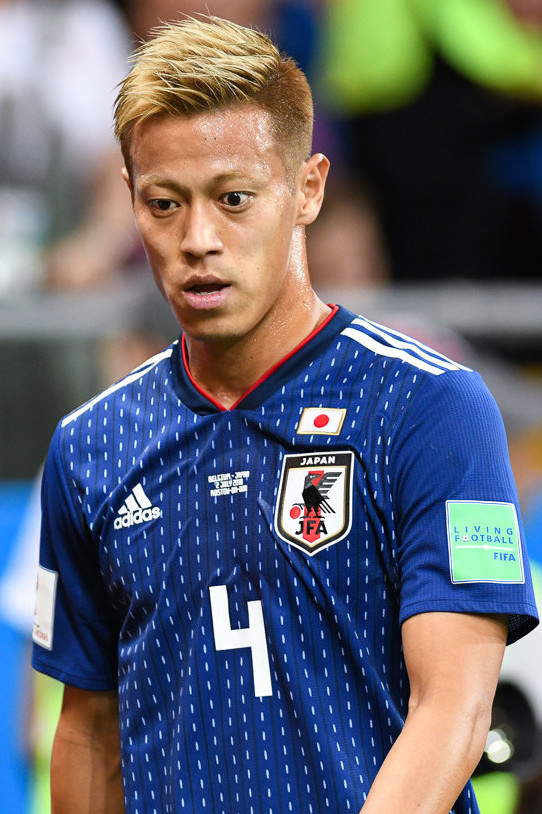
Keisuke Honda (* 1986)

- Honda, Kōtarō (1870–1954), japanischer Physiker und Metallurge
- Honda, Masaya (* 1973), japanischer Fußballspieler
- Honda, Midori (* 1964), japanische Fußballspielerin
- Honda, Mike (* 1941), US-amerikanischer Politiker
- Honda, Minoru (1913–1990), japanischer Amateurastronom
- Honda, Nagayasu, japanischer Fußballspieler
- Honda, Seiji (* 1976), japanischer Fußballtorhüter
- Honda, Seiroku (1866–1952), japanischer Dendrologe
- Honda, Shingo (* 1987), japanischer Fußballspieler
- Honda, Shinnosuke (* 1990), japanischer Fußballspieler
- Honda, Shōhei (* 1982), japanischer Skilangläufer
- Honda, Shūgo (1908–2001), japanischer Literaturkritiker
- Honda, Sōichirō (1906–1991), japanischer UnternehmerHonda Sōichirō (1906–1991)

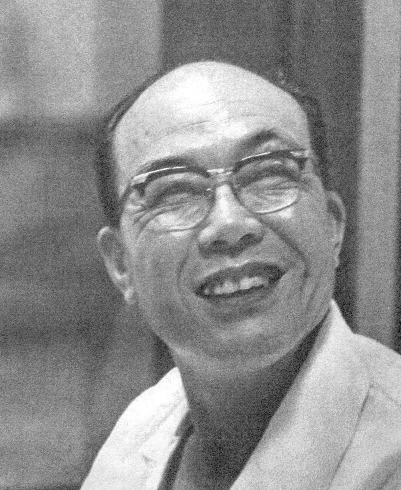
Honda Sōichirō (1906–1991)

- Honda, Tadakatsu (1548–1610), japanischer General
- Honda, Taira (1932–1975), japanischer Mathematiker
- Honda, Takehiro (1945–2006), japanischer Jazzmusiker
- Honda, Takeshi (* 1981), japanischer Eiskunstläufer
- Honda, Takeshi (* 1981), japanischer Fußballspieler
- Honda, Takuya (* 1985), japanischer Fußballspieler
- Honda, Tamaya, japanischer Jazzmusiker (Schlagzeug)
- Honda, Tomoru (* 2001), japanischer Schwimmer
- Honda, Toshiaki (1744–1821), japanischer Gelehrter
- Honda, Toshiyuki (* 1957), japanischer Jazzmusiker
- Honda, Yasuto (* 1969), japanischer Fußballspieler
- Honda, Yūki (* 1991), japanischer Fußballspieler
- Honda-Mikami, Yoshiko (* 1966), japanische Biathletin
- Honda-Rosenberg, Latica (* 1971), deutsche Violinistin und Hochschullehrerin
- Hondecoeter, Melchior de (1636–1695), niederländischer Maler und Radierer
- Hondema, Pauline (* 2000), niederländische Weitspringerin
- Honderich, Beland (1918–2005), kanadischer Zeitungsverleger
- Honderich, Rachel (* 1996), kanadische Badmintonspielerin
- Honderich, Ted (1933–2024), kanadisch-britischer Philosoph
- Höndgen, Frank (* 1967), deutscher Kirchenmusiker, Sänger, Chorleiter, Dirigent, Autor und Musikwissenschaftler
- Hondius, Abraham († 1691), niederländischer Maler, Radierer und Zeichner
- Hondius, Hendrik (1573–1650), niederländischer Verleger, Zeichner und Kupferstecher
- Hondius, Henricus (1597–1651), niederländischer Kartograf und Verleger
- Hondius, Jacobus Johannes Ewoud (1897–1950), niederländischer Epigraphiker und Althistoriker
- Hondius, Jodocus (1563–1612), flämischer Kartograph und Verleger von Atlanten und Karten
- Hondius, Willem (* 1597), niederländischer Zeichner, Kartograf und Kupferstecher
- Hondius-Crone, Ada (1893–1996), niederländische Kunstsammlerin und archäologische Schriftstellerin
- Hondo, Danilo (* 1974), deutscher RadrennfahrerDanilo Hondo (* 1974)

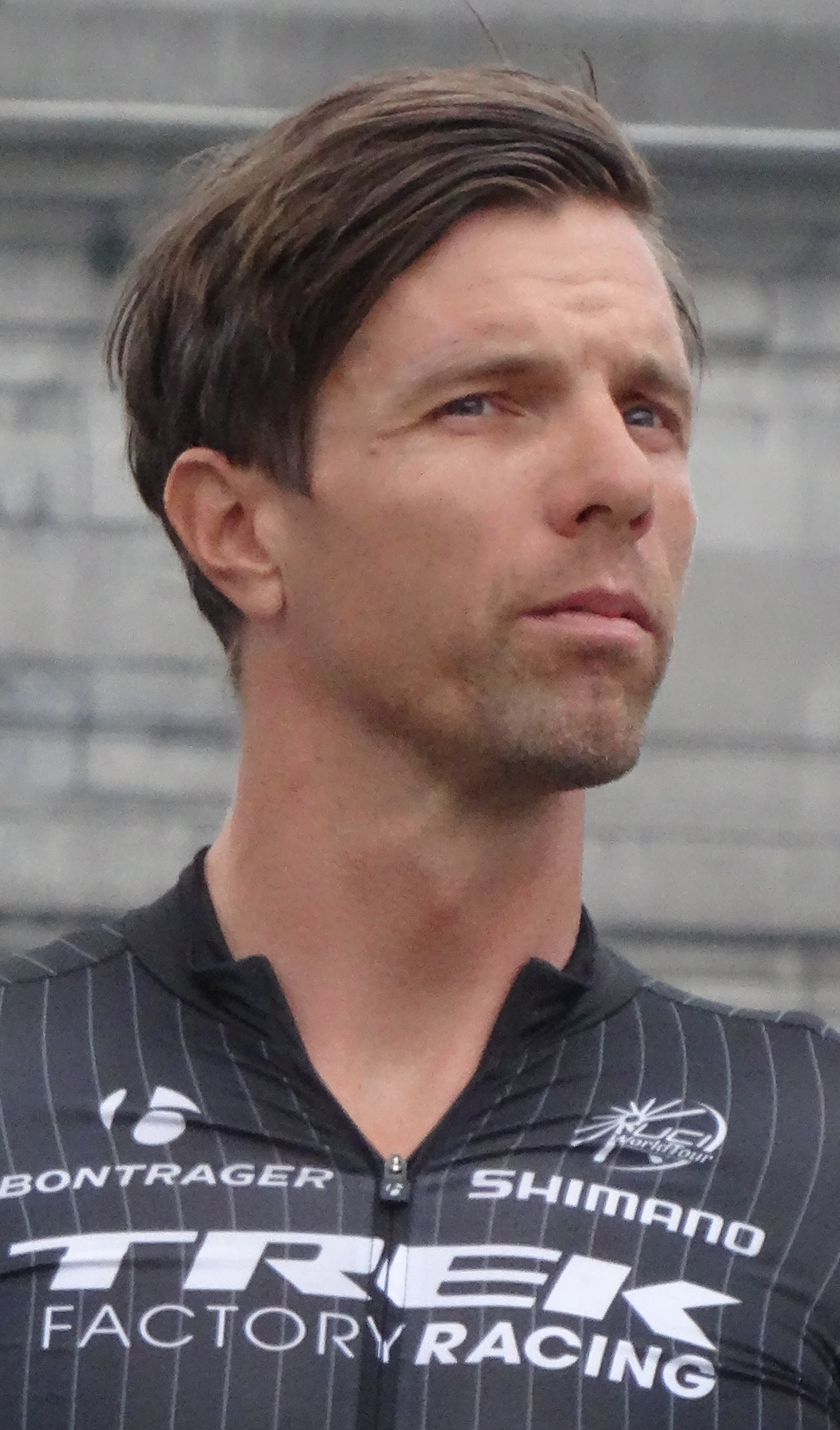
Danilo Hondo (* 1974)

- Hondo, Med (1936–2019), mauretanischer Filmregisseur und Schauspieler
- Hondorff, Andreas († 1572), deutscher evangelischer Theologe
- Hondorff, Friedrich (1628–1694), Salzgraf
- Hondrich, Karl Otto (1937–2007), deutscher Soziologe
- Hondros, Chris (1970–2011), US-amerikanischer Fotojournalist
- Hondt, Reno de (* 1995), niederländischer Eishockeyspieler

### Hone
- Honé, Birgit (* 1960), deutsche Verwaltungsjuristin, Ministerialbeamtin und Politikerin (SPD)
- Hone, Emily, US-amerikanische Schauspielerin
- Hone, Evelyn Dennison (1911–1979), letzter Gouverneur Nordrhodesiens
- Hone, Evie (1894–1955), irische Malerin und Glasmalerin
- Höne, Henning (* 1987), deutscher Politiker (FDP), MdL
- Hone, Herbert Ralph (1896–1992), britischer Offizier, Barrister und Kolonialgouverneur von Nord-Borneo
- Höne, Karl-Heinz (1924–2008), deutscher Kirchenmusiker und Komponist
- Höne, Marco (* 1984), deutscher Schriftsteller
- Hone, Philip (1780–1851), US-amerikanischer Politiker
- Honeck, Gertie (* 1945), deutsche Schauspielerin und Synchronsprecherin
- Honeck, Karl Ludwig (1893–1984), italienischer Gartenbauingenieur (Südtirol)
- Honeck, Manfred (* 1958), österreichischer Bratschist und Dirigent
- Honeck, Mischa (* 1976), deutscher Historiker
- Honeck, Rainer (* 1961), österreichischer Geiger
- Honecker, Dieter (1930–2012), saarländischer Fußballspieler
- Honecker, Erich (1912–1994), deutscher Politiker (SED), MdV, SED-Generalsekretär und Staatsratsvorsitzender der DDRErich Honecker (1912–1994)

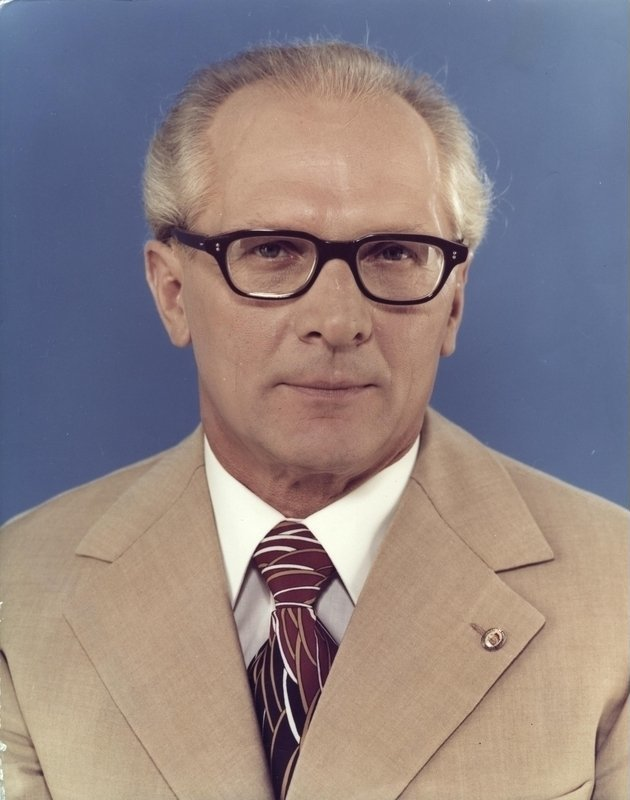
Erich Honecker (1912–1994)

- Honecker, Margot (1927–2016), deutsche Politikerin (SED), MdV und Ministerin für Volksbildung der DDR
- Honecker, Martin (1888–1941), deutscher Psychologe und Philosoph
- Honecker, Martin (1934–2021), deutscher evangelischer Theologe und Sozialethiker
- Honecker, Martina (* 1980), deutsche Fußballspielerin
- Honecker, Sonja (1952–2022), deutsche Informatikerin, Tochter von Erich und Margot Honecker
- Höneckl, Thomas (* 1989), österreichischer Eishockeytorwart
- Honeder, Josef (* 1931), österreichischer Lehrer, Kirchenhistoriker und römisch-katholischer Priester
- Honeder, Karl (* 1946), österreichischer Politiker (ÖVP), Landtagsabgeordneter
- Honeder, Walter (1906–2006), österreichischer Maler und Grafiker
- Honegger, Arthur (1892–1955), französisch-schweizerischer KomponistArthur Honegger (1892–1955)

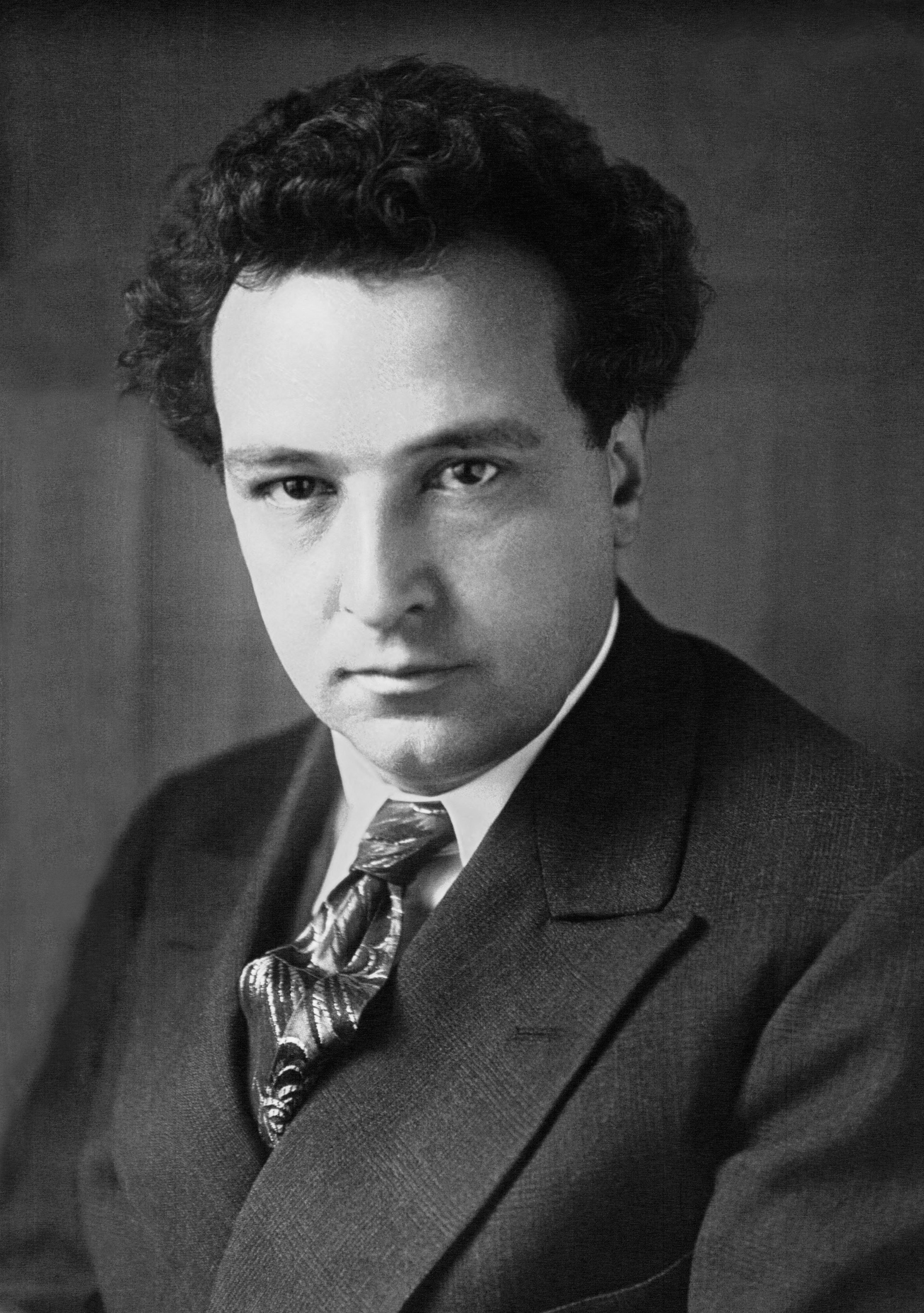
Arthur Honegger (1892–1955)

- Honegger, Arthur (1924–2017), Schweizer Journalist, Schriftsteller und Politiker (SP)
- Honegger, Arthur (* 1979), Schweizer Journalist, Moderator und Autor
- Honegger, Blanche (1909–2011), schweizerisch-US-amerikanische Violinistin und Dirigentin
- Honegger, Bonaventura (1609–1657), Schweizer Benediktinermönch, Abt des Klosters Muri
- Honegger, Caspar (1804–1883), Schweizer Unternehmer
- Honegger, Claudia (* 1947), Schweizer Soziologin
- Honegger, Denis (1907–1981), Schweizer Architekt
- Honegger, Doug (* 1968), kanadisch-schweizerischer Eishockeyspieler
- Honegger, Elise (1839–1912), Schweizer Frauenrechtlerin
- Honegger, Emil (1892–1983), Schweizer Maschinenbauingenieur
- Honegger, Eric (* 1946), Schweizer Politiker (FDP) und Manager
- Honegger, Fritz (1917–1999), Schweizer Politiker (FDP)
- Honegger, Gitta (* 1942), US-amerikanische Dramaturgin, Regisseurin und Theaterwissenschaftlerin
- Honegger, Gottfried (1917–2016), Schweizer Maler und PlastikerGottfried Honegger (1917–2016)

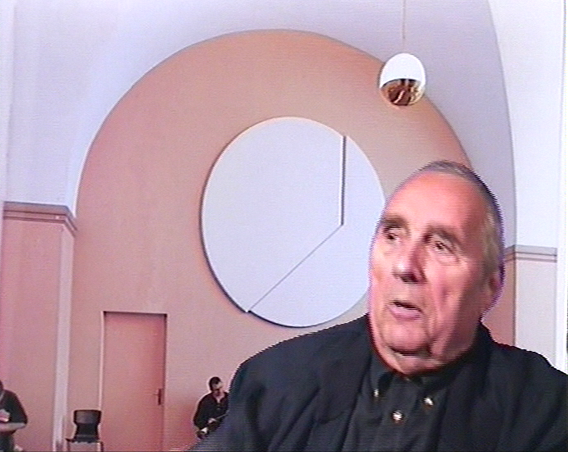
Gottfried Honegger (1917–2016)

- Honegger, Heinrich († 1866), Schweizer Unternehmer
- Honegger, Heinrich (1832–1889), Schweizer Jurist und Politiker
- Honegger, Heinz, Schweizer Badmintonspieler
- Honegger, Johann Jakob (1825–1896), Schweizer Kulturhistoriker
- Honegger, Johannes (1832–1903), Schweizer Unternehmer
- Honegger, Jürg, Schweizer Badmintonspieler
- Honegger, Karl Lukas (1902–2003), Schweizer Maler und Plastiker
- Honegger, Kaspar (1820–1892), Schweizer Unternehmer
- Hönegger, Kathrin (* 1983), Schweizer Journalistin und Moderatorin
- Honegger, Klara (1860–1940), Schweizer Frauenrechtlerin
- Honegger, Marc (1926–2003), französischer Musikwissenschaftler, Musik-Herausgeber und Chorleiter
- Honegger, Max (1860–1955), deutscher Maler, Illustrator und Buchgestalter
- Honegger, Natascha (* 1997), schweizerisch-brasilianische Fußballtorhüterin
- Honegger, Otto (1876–1934), Schweizer Architekt
- Honegger, Otto C. (* 1945), Schweizer Journalist
- Honegger, Paul († 1649), deutscher Maler
- Honegger, Roger (* 1964), Schweizer Radrennfahrer
- Honegger, Salomon (1774–1830), Schweizer Unternehmer
- Honegger, Sylvia (* 1968), Schweizer Skilangläuferin
- Honegger, Thomas (* 1965), Schweizer Anglist
- Honegger, Wilhelm (1781–1847), Schweizer Druckereibesitzer
- Hönekopp, Willi (1907–1993), deutscher Malermeister und Kommunalpolitiker
- Hönel, Bruno (* 1996), deutscher Politiker (Bündnis 90/Die Grünen)Bruno Hönel (* 1996)

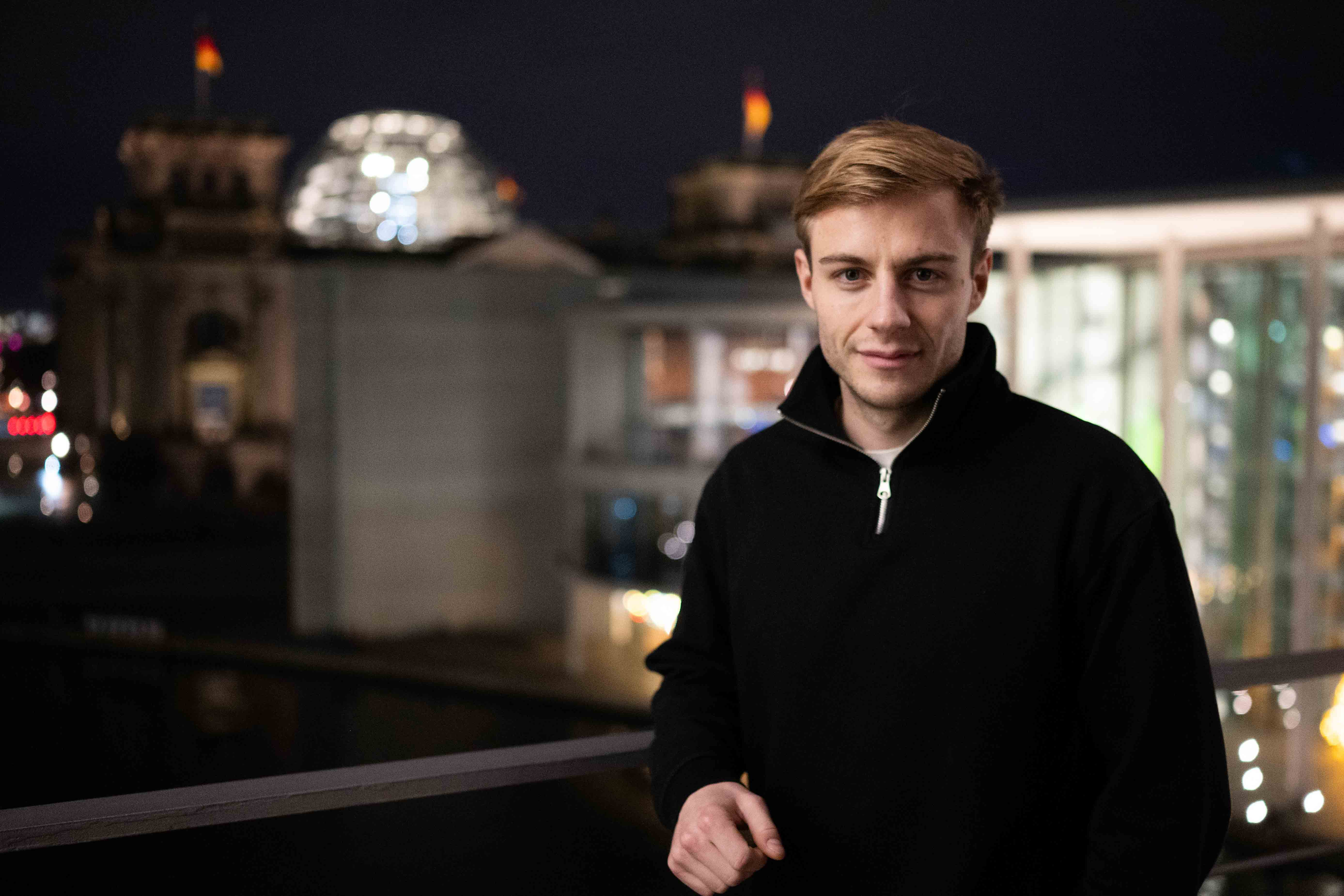
Bruno Hönel (* 1996)

- Hönel, Georg (1851–1909), österreichischer Architekt
- Hönel, Michael, deutscher Bildhauer
- Honeman, Willie (1908–1996), US-amerikanischer Radrennfahrer
- Honemann, Volker (1943–2017), deutscher Germanist und Historiker
- Hōnen (1133–1212), Gründer der Schule der Jōdo-shū des japanischen Buddhismus
- Honer, Andrea (* 1964), österreichische Moderatorin
- Honer, Anne (1951–2012), deutsche Sozialwissenschaftlerin
- Höner, David (* 1955), Schweizer Koch, Journalist, Hörspiel- und Theaterautor
- Höner, Jens (* 1966), deutscher Marineoffizier, Inhaber des deutschen Tieftauchrekordes
- Höner, Karl (1877–1969), Landrat des Landkreises Hofgeismar, Mitglied des Provinziallandtages der Provinz Hessen-Nassau
- Höner, Manfred (1937–2021), deutscher Fußballtrainer
- Höner, Markus (* 1975), deutscher Politiker (CDU), MdL
- Höner, Marvin (* 1994), deutscher Fußballspieler
- Höner, Mathias (1883–1923), deutscher Politiker (Zentrum), MdR
- Höner, Oliver (* 1966), Schweizer Eiskunstläufer
- Höner, Peter (* 1947), Schweizer Schriftsteller, Schauspieler und Dramatiker
- Höner, Stefanie (* 1969), deutsche Schauspielerin
- Hönerbach, Matthias (* 1962), deutscher Fußballspieler
- Honerjeger, Hinrich († 1421), Ratsherr der Hansestadt Lübeck
- Hönerlage, Christoph (* 1963), deutscher Kirchenmusiker und Komponist
- Honert, Hans-Werner (* 1950), deutscher Filmregisseur und Produzent
- Honert, Hedi (* 1989), deutsche SchauspielerinHedi Honert (* 1989)

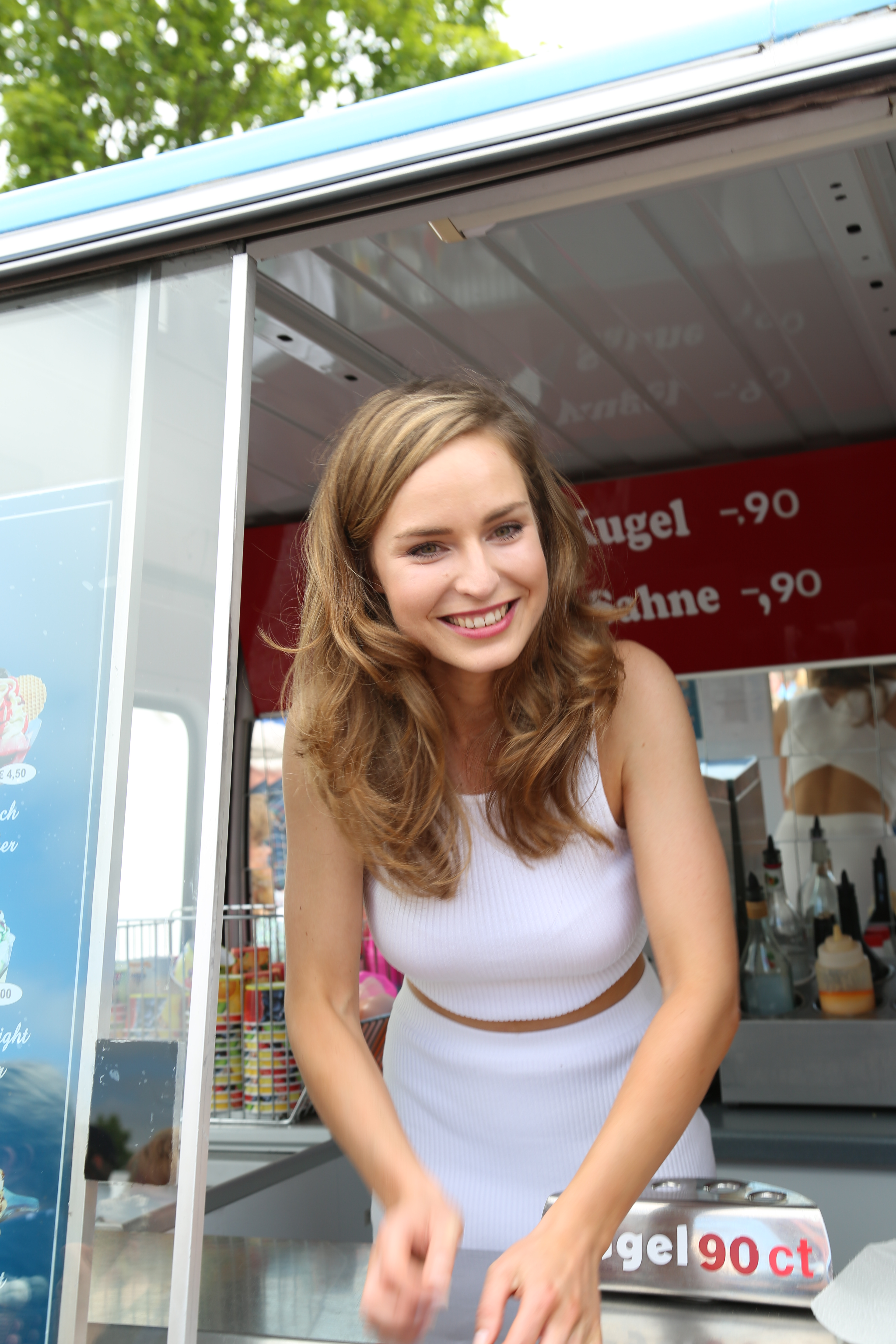
Hedi Honert (* 1989)

- Honert, Johann van den (1693–1758), niederländischer reformierter Theologe
- Hönert, Johann Wilhelm (1723–1790), deutscher reformierter Pastor, Autor und Kirchenhistoriker
- Honert, Martin (* 1953), deutscher Künstler
- Honert, Rochus van den (1572–1638), niederländischer Diplomat und neulateinischer Dichter
- Honert, Taco Hajo van den (1666–1740), deutscher reformierter Theologe
- Honert, Taco Hajo van den (1899–1959), niederländischer Botaniker
- Honert, Taco van den (* 1966), niederländischer Hockeyspieler
- Hones, Alexander (* 1999), österreichischer Fußballspieler
- Hönes, Ernst-Rainer (* 1942), deutscher Denkmalpfleger und Jurist
- Hönes, Hannegret (* 1946), deutsche Politikerin (Bündnis 90/Die Grünen), MdB
- Hönes, Winfried (1934–1996), deutscher Autor, Herausgeber und Bibliothekar
- Honess, Peter (* 1946), britischer Filmeditor
- Honet, Roman (* 1974), polnischer Lyriker
- Honetschläger, Edgar, österreichischer FilmemacherEdgar Honetschläger

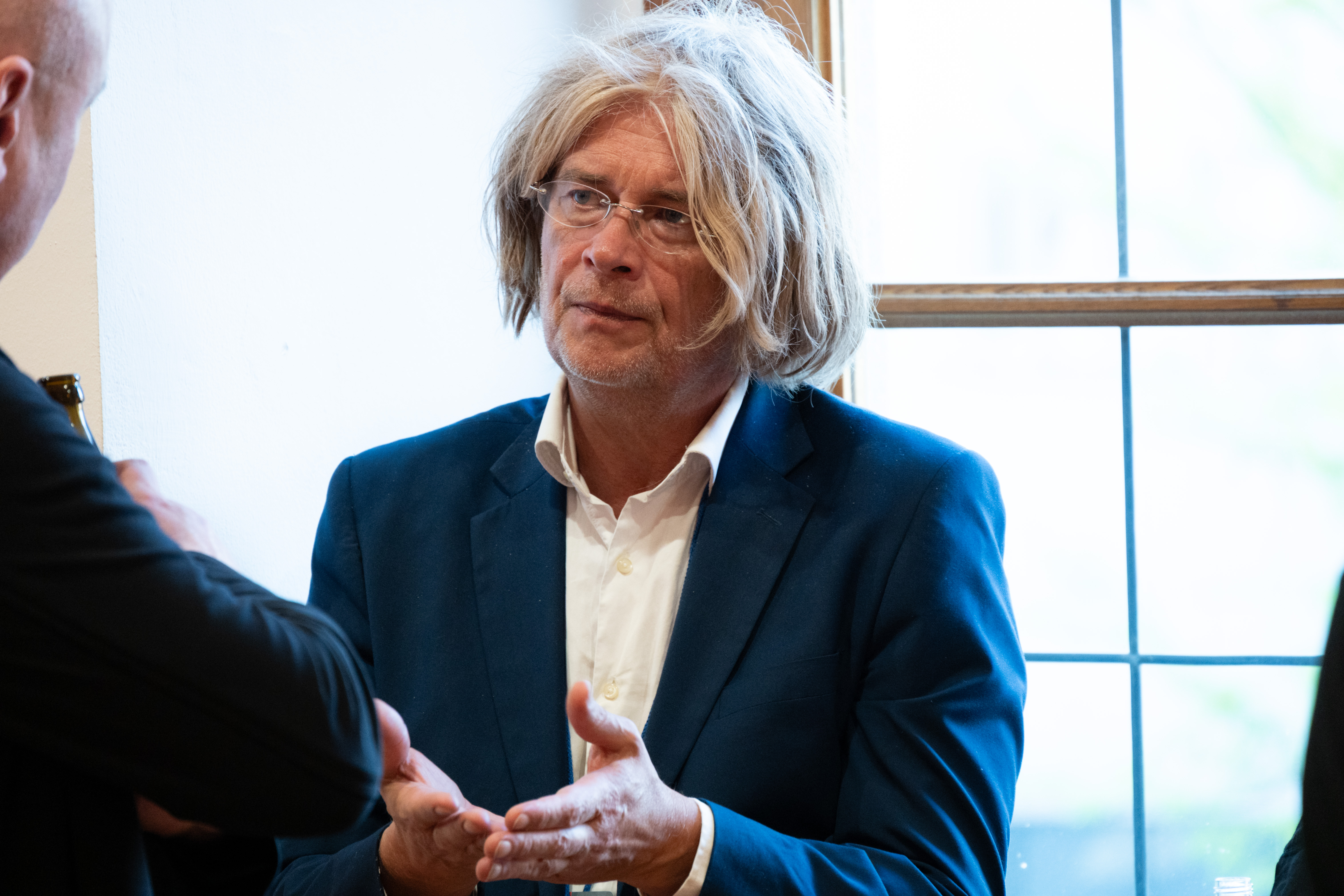
Edgar Honetschläger

- Honetschläger, Manfred (* 1959), deutscher Jazzmusiker
- Honey Bane (* 1964), britische Sängerin und Schauspielerin
- Honey, David (* 1958), australischer Politiker
- Honey, Gary (* 1959), australischer Leichtathlet
- Honey, Issac (* 1993), ghanaischer Fußballspieler
- Honey, Samuel R. (1842–1927), US-amerikanischer Politiker
- Honeyball, Mary (* 1952), britische Politikerin (Labour Party), MdEP
- Honeyball, Nettie, britische Frauenrechtsaktivistin und Gründerin der ersten Frauenfußballmannschaft in England
- Honeycutt, Francis (1883–1940), US-amerikanischer Florettfechter und Brigadegeneral
- Honeycutt, Kirk (* 1949), US-amerikanischer Filmkritiker, Journalist und Autor
- Honeyghan, Lloyd (* 1960), britischer Boxer
- Honeyman, Katrina (1950–2011), britische Wirtschaftshistorikerin
- Honeyman, Nan Wood (1881–1970), US-amerikanische Politikerin
- Honeyman-Scott, James (1956–1982), britischer Gitarrist; Mitglied der PretendersJames Honeyman-Scott (1956–1982)

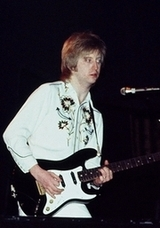
James Honeyman-Scott (1956–1982)

- HoneyPuu (* 2000), deutsche Webvideoproduzentin und Streamerin
- Honeywood, St. John (1763–1798), amerikanischer Dichter

### Honf
- Honfi, Károly (1930–1996), ungarischer Schachspieler
- Honfi, Károlyné (1933–2010), ungarische Schachspielerin und Chemieingenieurin

### Hong
- Hong Fu Nü († 640), legendäre chinesische Volksheldin
- Hong Junsheng (1907–1996), chinesischer Taijiquan-Meister
- Hong Kok Tin (1910–1989), malaysisch-chinesischer Geschäftsmann und Politiker in Brunei
- Hồng Nhung (* 1970), vietnamesische Sängerin
- Hong, Bao, chinesischer Seefahrer
- Hong, Bi-ra (* 1996), südkoreanische Schauspielerin
- Hong, Cerin (* 1975), deutsche Regisseurin koreanischer Abstammung
- Hong, Cha-ok (* 1970), südkoreanische Tischtennisspielerin
- Hong, Chieng Hun (* 1978), malaysischer Badmintonspieler
- Hong, Chul (* 1990), koreanischer Fußballspieler
- Hong, Chun-rim (* 1992), nordkoreanischer Eishockeyspieler
- Hong, Daniel Chonghan (1956–2002), südkoreanischer theoretischer Physiker
- Hong, De-Yuan (* 1937), chinesischer Botaniker
- Hong, Deok-young (1921–2005), südkoreanischer Fußballtorhüter
- Hong, Dong-hyeon (* 1991), südkoreanischer Fußballspieler
- Hong, Eun-ah (* 1980), südkoreanische Fußballschiedsrichterin
- Hong, Francis Yong-ho (* 1906), römisch-katholischer Bischof von Pjöngjang in Nordkorea
- Hong, Harrison (* 1970), US-amerikanischer Wirtschaftswissenschaftler
- Hong, Hu (* 1940), chinesischer Politiker
- Hong, Hye-ji (* 1996), südkoreanische Fußballspielerin
- Hong, Hyun-hui (* 1991), südkoreanische Tennisspielerin
- Hong, Hyun-mok (* 1986), südkoreanischer Eishockeyspieler
- Hong, Hyun-seok (* 1999), südkoreanischer Fußballspieler
- Hong, James (* 1929), US-amerikanischer Bauingenieur, Filmschauspieler, Filmproduzent, Filmregisseur, Drehbuchautor und SynchronsprecherJames Hong (* 1929)

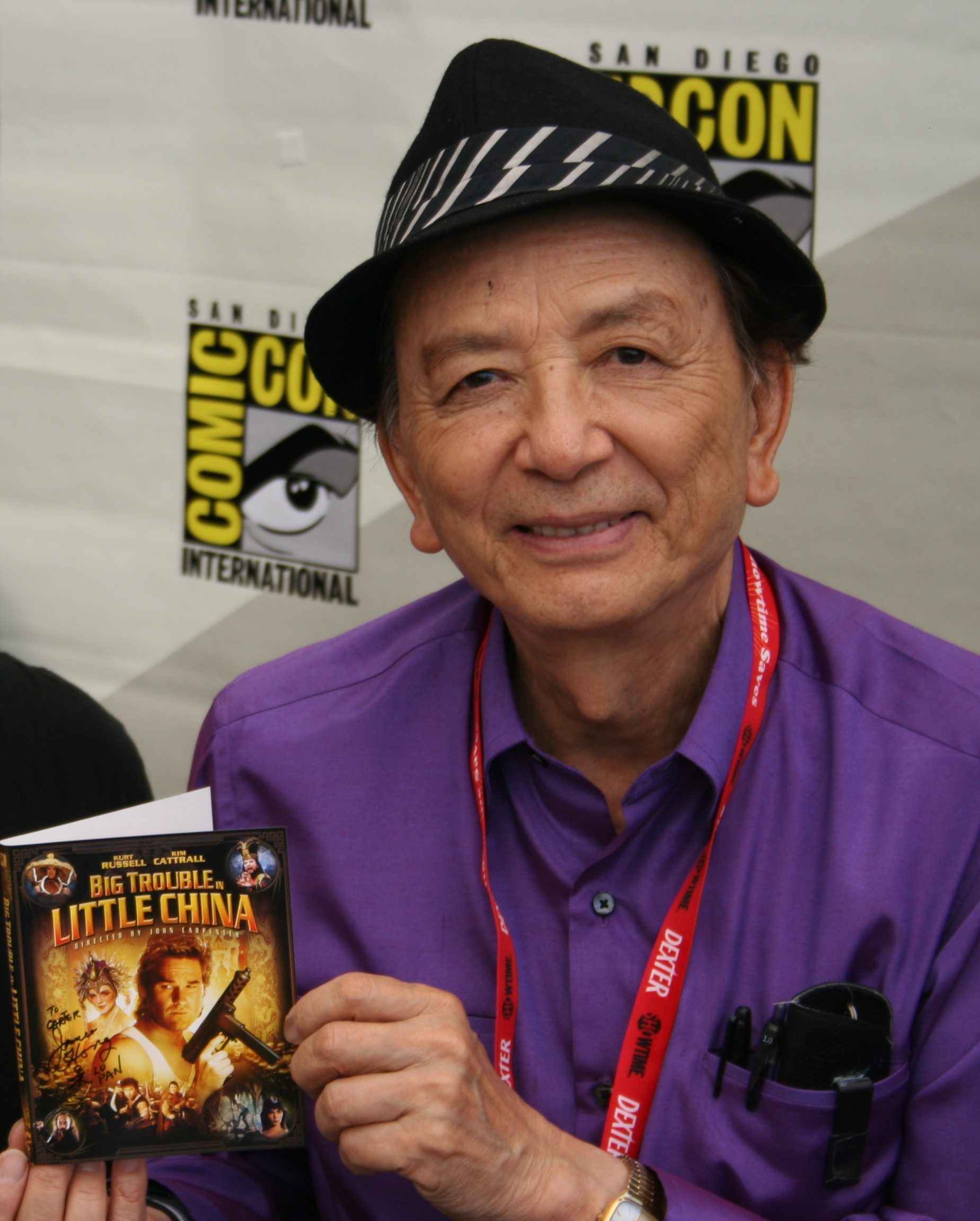
James Hong (* 1929)

- Hong, Jeong-ho (* 1989), südkoreanischer Fußballspieler
- Hong, Jeong-nam (* 1988), südkoreanischer Fußballspieler
- Hong, Jeong-un (* 1994), südkoreanischer Fußballspieler
- Hong, Ji-hoon (* 1988), südkoreanischer Badmintonspieler
- Hong, Ji-yoon (* 1991), südkoreanische Schauspielerin
- Hong, Jin-ho (* 1982), südkoreanischer Computer- und Pokerspieler
- Hong, Joon-pyo (* 1954), südkoreanischer Politiker
- Hong, Joseph (* 1972), deutscher Tischtennisspieler
- Hong, Jun (1839–1893), chinesischer Botschafter
- Hong, Kum-nyo (* 1973), nordkoreanische Fußballschiedsrichterassistentin
- Hong, Kun-pyo (* 1965), südkoreanischer Skilangläufer
- Hong, Kyung-hwan (* 1999), südkoreanischer Shorttracker
- Hong, Kyung-pyo (* 1962), südkoreanischer Kameramann
- Hong, Li-chyn (* 1970), taiwanische Fußballspielerin
- Hong, Ling (1966–2020), chinesischer Genetiker
- Hong, Luoxia, chinesischer Astronom
- Hong, Mathias (* 1970), deutscher Rechtswissenschaftler und Hochschullehrer
- Hong, Moon-jong (* 1955), südkoreanischer Politiker
- Hong, Myong-hui (* 1979), nordkoreanische Langstreckenläuferin
- Hong, Myong-hui (* 1991), nordkoreanische Fußballspielerin
- Hong, Myung-bo (* 1969), südkoreanischer Fußballspieler und -trainerHong Myung-bo (* 1969)

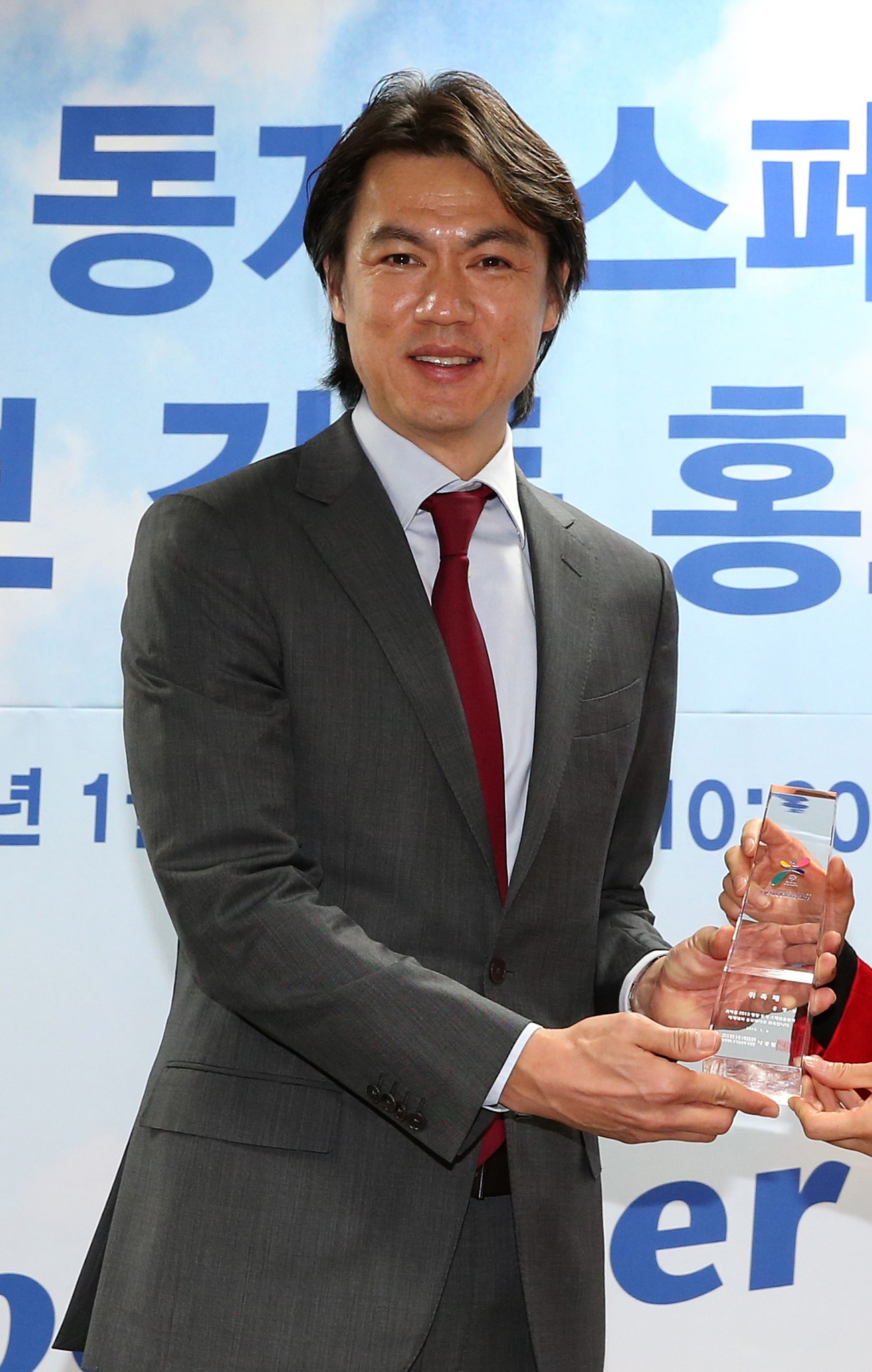
Hong Myung-bo (* 1969)

- Hong, Nam-ki (* 1960), südkoreanischer Politiker und Finanzminister
- Hong, Nhung (* 2002), deutsche Schauspielerin
- Hong, Rengan (1822–1864), Führungsfigur des Taiping-Aufstands
- Hong, Sa-ik (1889–1946), Generalleutnant der kaiserlich japanischen Armee
- Hong, Sang-soo (* 1960), südkoreanischer Regisseur
- Hong, Seok-ju (* 2003), südkoreanischer Fußballspieler
- Hong, Seong-chan (* 1997), südkoreanischer Tennisspieler
- Hong, Seong-ik (* 1940), südkoreanischer Radrennfahrer
- Hong, Seung-hee (* 1997), südkoreanische Schauspielerin
- Hong, Seung-ki (* 1984), südkoreanischer Badmintonspieler
- Hong, Seung-yeon (* 1992), südkoreanische Tennisspielerin
- Hong, Song-nam († 2009), nordkoreanischer Politiker
- Hong, Song-su (* 1953), nordkoreanischer Ruderer
- Hong, Soo-hwan (* 1950), südkoreanischer Boxer im Superbantam- und Bantamgewicht
- Hong, Soo-jung (* 1988), südkoreanische Badmintonspielerin
- Hong, Sook-ja (* 1933), südkoreanische Diplomatin, Politikerin und Frauenrechtlerin
- Hong, Sun-Mi (* 1990), südkoreanische Jazzmusikerin (Schlagzeug, Komposition)
- Hong, Sung-won (1937–2008), südkoreanischer Schriftsteller
- Hong, Sung-wook (* 2002), südkoreanischer Fußballspieler
- Hong, Sungji (* 1973), südkoreanische Komponistin
- Hong, Thomas Insuk (* 1997), US-amerikanischer Shorttracker
- Hong, Un-jong (* 1989), nordkoreanische Kunstturnerin
- Hong, Wei (* 1989), chinesischer Badmintonspieler
- Hong, Won-chan (* 1979), südkoreanischer Filmregisseur und Drehbuchautor
- Hong, Xiuquan (1814–1864), Anführer des Taiping-AufstandsHong Xiuquan (1814–1864)

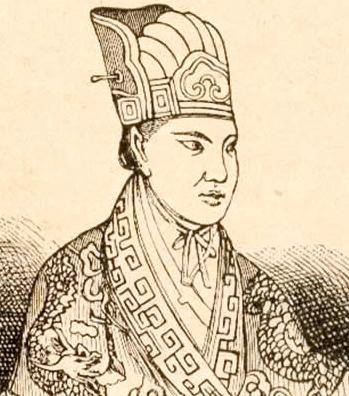
Hong Xiuquan (1814–1864)

- Hong, Yong-jo (* 1982), nordkoreanischer Fußballspieler
- Hong, Yun-sang (* 2002), südkoreanischer Fußballspieler
- Hong, Yun-suk (1925–2015), südkoreanische Lyrikerin
- Hongbin (* 1993), südkoreanischer Sänger und Schauspieler
- Hongell, Hilda (1867–1952), finnische Baumeisterin
- Höngen, Eberhard (* 1944), deutscher Chorleiter, Komponist und Arrangeur
- Höngen, Elisabeth (1906–1997), deutsche Opernsängerin (Mezzosopran)
- Höngen, Helmut (1907–2001), deutscher Chorleiter, Dirigent und Organist
- Hönger, Christian (* 1959), Schweizer Architekt
- Hönger, Christian (* 1962), Schweizer Architekt
- Höngesberg, Katrin (1921–2009), deutsche Zeichnerin, Malerin, Illustratorin und Schriftstellerin
- Hongjing, Tao (456–536), chinesischer Gelehrter und Alchemist aus der Zeit der Sechs Dynastien
- Hongla, Martin (* 1998), kamerunischer Fußballspieler
- Hongler, Markus (* 1957), Schweizer Manager
- Hongler, Otto (1907–1988), Schweizer Wirtschaftswissenschaftler und Hochschullehrer
- Hongō, Shin (1905–1980), japanischer Bildhauer
- Hongre, Pierre, Buchdrucker und -händler in Venedig, Lyon und Toulouse
- Hongren († 1664), chinesischer Maler und Mönch
- Hongsaphong, Anthony Adoun (* 1964), laotischer römisch-katholischer Geistlicher, Apostolischer Vikar von Vientiane
- Hongwu (1328–1398), Gründer der Ming-DynastieHongwu (1328–1398)

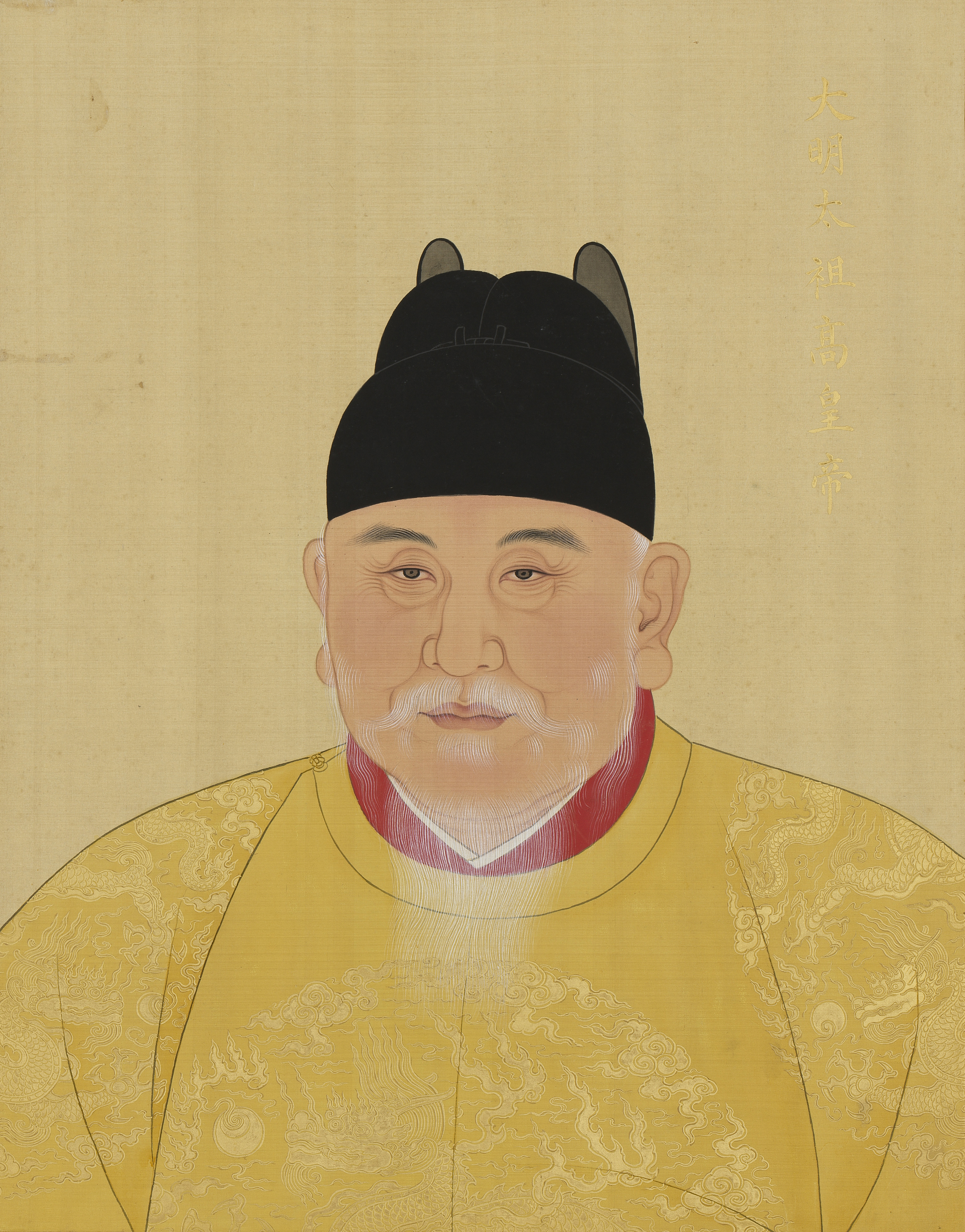
Hongwu (1328–1398)

- Hongxi (1378–1425), chinesischer Kaiser der Ming-Dynastie
- Hongzhi (1470–1505), chinesischer Kaiser der Ming-Dynastie

### Honh
- Honhold, Christian (* 1965), deutscher Boxsportler
- Honhold, Karsten (* 1947), deutscher Boxer

### Honi
- Hönich, Heinrich (1873–1957), böhmischer Maler und Grafiker
- Hönick, Eva (1909–2002), deutsche Schriftstellerin
- Hönicke, Bertram (* 1942), deutscher Forstingenieur und Politiker (CDU), MdVK, MdB
- Hönicke, Gerhard (1930–1984), deutscher Leichtathlet
- Hönicke, Jürgen (* 1956), deutscher Fußballspieler
- Hönicke, Paul (1883–1963), deutscher Konteradmiral der Kriegsmarine
- Hönicke, Ralph (* 1968), deutscher Schauspieler
- Hönicke, Siegfried (1935–2018), deutscher Kameramann
- Honickel, Thomas (* 1954), deutscher Regisseur, Journalist und Filmemacher
- Honickel, Thomas (* 1958), deutscher Dirigent
- Hönig von Hönigsberg, Israel (1724–1808), jüdisch-österreichischer Tabakhändler und Edler
- Honig, Antonín, tschechoslowakischer Radrennfahrer
- Honig, Bonnie (* 1959), kanadische Politikwissenschaftlerin und Professorin
- Hönig, Bubi (* 1955), deutscher Rockgitarrist, Sänger, Musiker
- Honig, Edmund (1814–1894), deutscher Rittergutsbesitzer und Parlamentarier
- Honig, Edwin (1919–2011), US-amerikanischer Dichter, Literaturkritiker und Übersetzer
- Honig, Ernst (1861–1930), deutscher Mundartschriftsteller
- Hönig, Eugen (1873–1945), deutscher Architekt und Präsident der Reichskammer der Bildenden KünsteEugen Hönig (1873–1945)

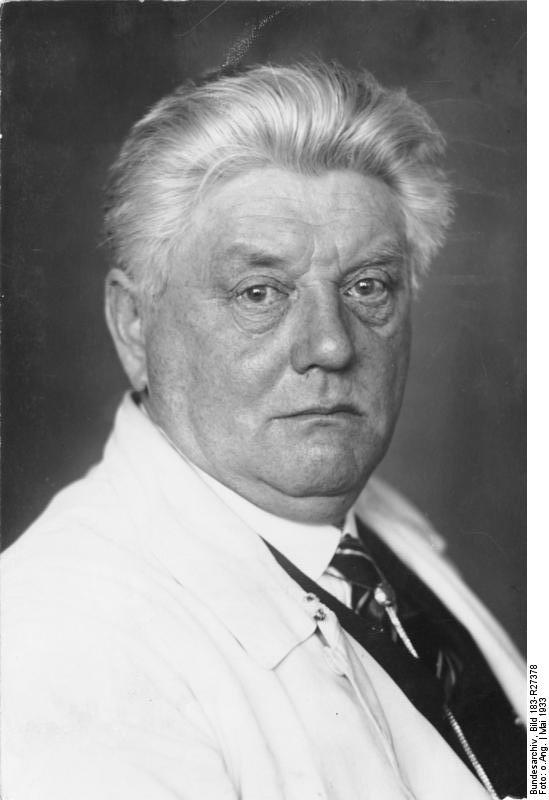
Eugen Hönig (1873–1945)

- Hönig, Franz (1867–1937), Kupferschmied, Unternehmer und Mundartdichter
- Hönig, Franz-Josef (* 1942), deutscher Fußballspieler
- Hönig, Fritz (1833–1903), Kölner Fabrikant, Erfinder, Mundartforscher, Autor, Karnevalist
- Hönig, Gerald (* 1958), deutscher BiathlontrainerGerald Hönig (* 1958)

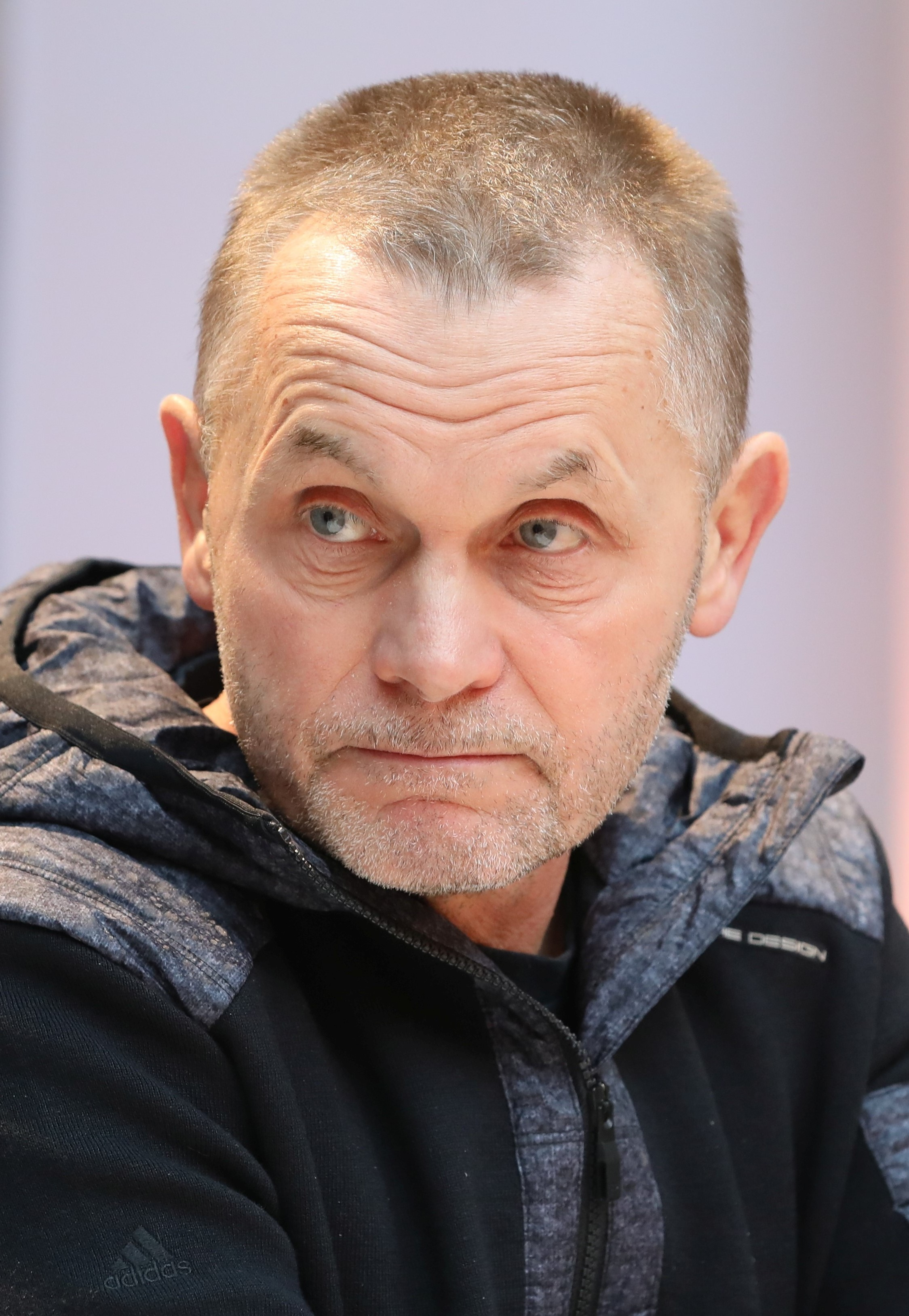
Gerald Hönig (* 1958)

- Honig, Gerhard (1928–2022), deutscher Musikredakteur, Komponist, Arrangeur und Orchesterleiter
- Honig, Hans (1880–1946), deutscher Verwaltungsjurist und Politikerin (SPD), MdPl
- Hönig, Hans G. (1941–2004), deutscher Translationswissenschaftler
- Hönig, Heinz (* 1929), österreichischer Jazzsaxophonist und Hochschullehrer
- Hönig, Hubert (1907–1979), deutscher Fußballspieler
- Hönig, Jana (* 1983), deutsche Skilangläuferin und Bogenbiathletin
- Hönig, Johann (1810–1886), österreichischer Mathematiker
- Hönig, Johannes (1889–1954), Schriftsteller des deutschen Naturalismus
- Hönig, Julius (1902–1945), deutscher Politiker (NSDAP), MdR
- Hönig, Manfred (* 1961), deutscher Maler und Autor
- Hönig, Maria (* 1989), deutsche Schauspielerin, Synchronsprecherin und Sängerin
- Hönig, Michaela (* 1974), deutsche Hochschullehrerin für Finanzwesen
- Hönig, Philipp (* 1979), deutscher Filmregisseur, Drehbuchautor und Kameramann
- Honig, Reinier (* 1983), niederländischer Radrennfahrer
- Honig, Richard (1890–1981), deutscher Strafrechtler
- Hönig, Roland (* 1980), österreichischer Moderator beim ORF
- Honig, Stefan (* 1979), deutscher Singer-SongwriterStefan Honig (* 1979)

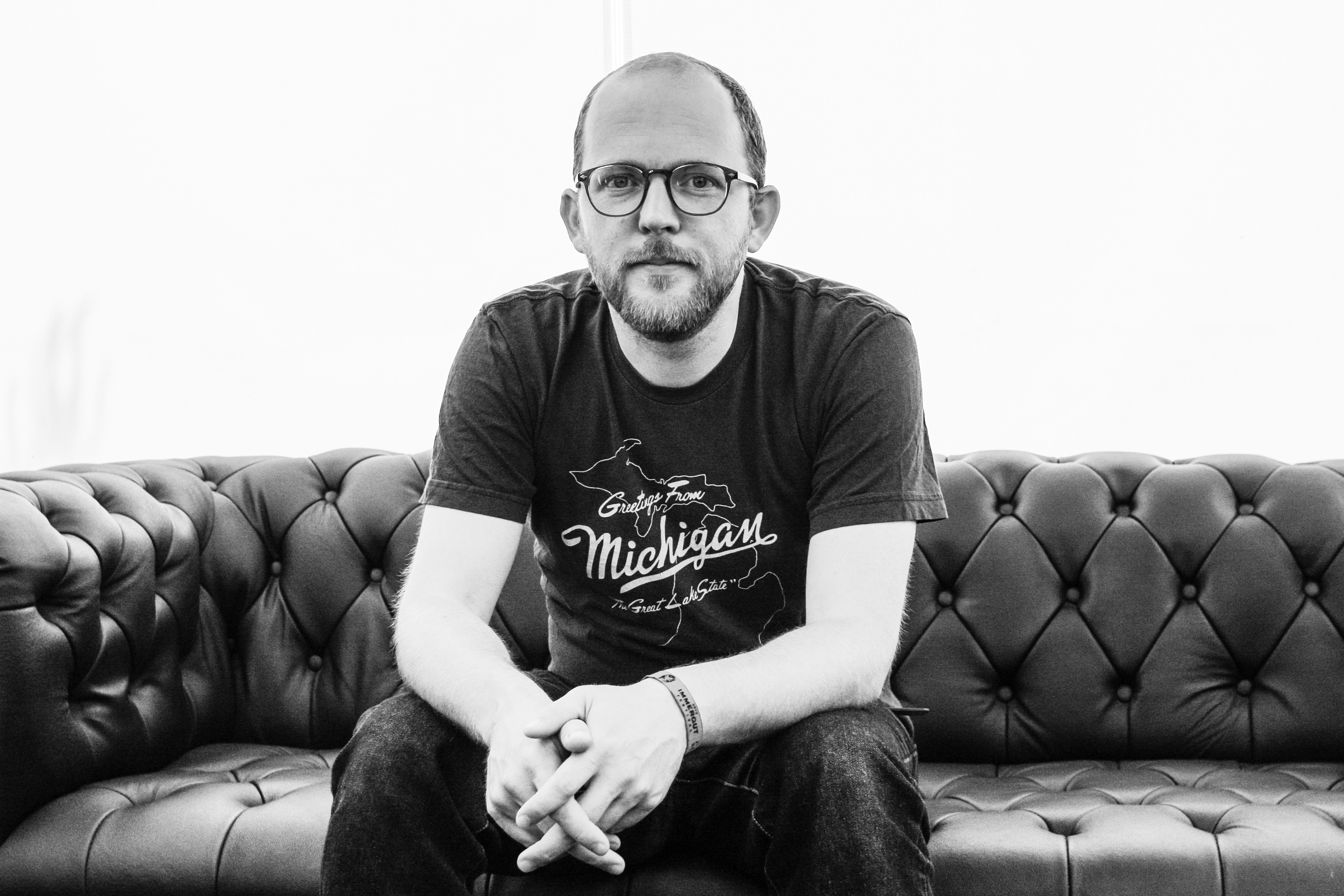
Stefan Honig (* 1979)

- Hönig, Sven (* 1977), deutscher Schauspieler
- Hönig, Vladimír (1920–1999), tschechischer Fußballspieler
- Hönig, Wolfgang (* 1954), deutscher Ruderer
- Hönig-Sorg, Susanna (* 1939), österreichische Schriftstellerin
- Honigberg, Carol, US-amerikanische Pianistin und Musikpädagogin
- Honigberger, Aga (1922–2012), deutsche Keramikerin
- Honigberger, Erna (1894–1974), deutsche Violinistin
- Honigberger, Johann Martin (1795–1869), siebenbürgischer Arzt, Apotheker und Orientforscher
- Höniger, Nicolaus (1548–1598), Korrektor, Schriftsteller und Übersetzer
- Honigman, Sylvie (* 1965), französische Althistorikerin
- Honigmann, Alice (1910–1991), österreichische Synchronregisseurin
- Honigmann, Barbara (* 1949), deutsche Schriftstellerin und MalerinBarbara Honigmann (* 1949)

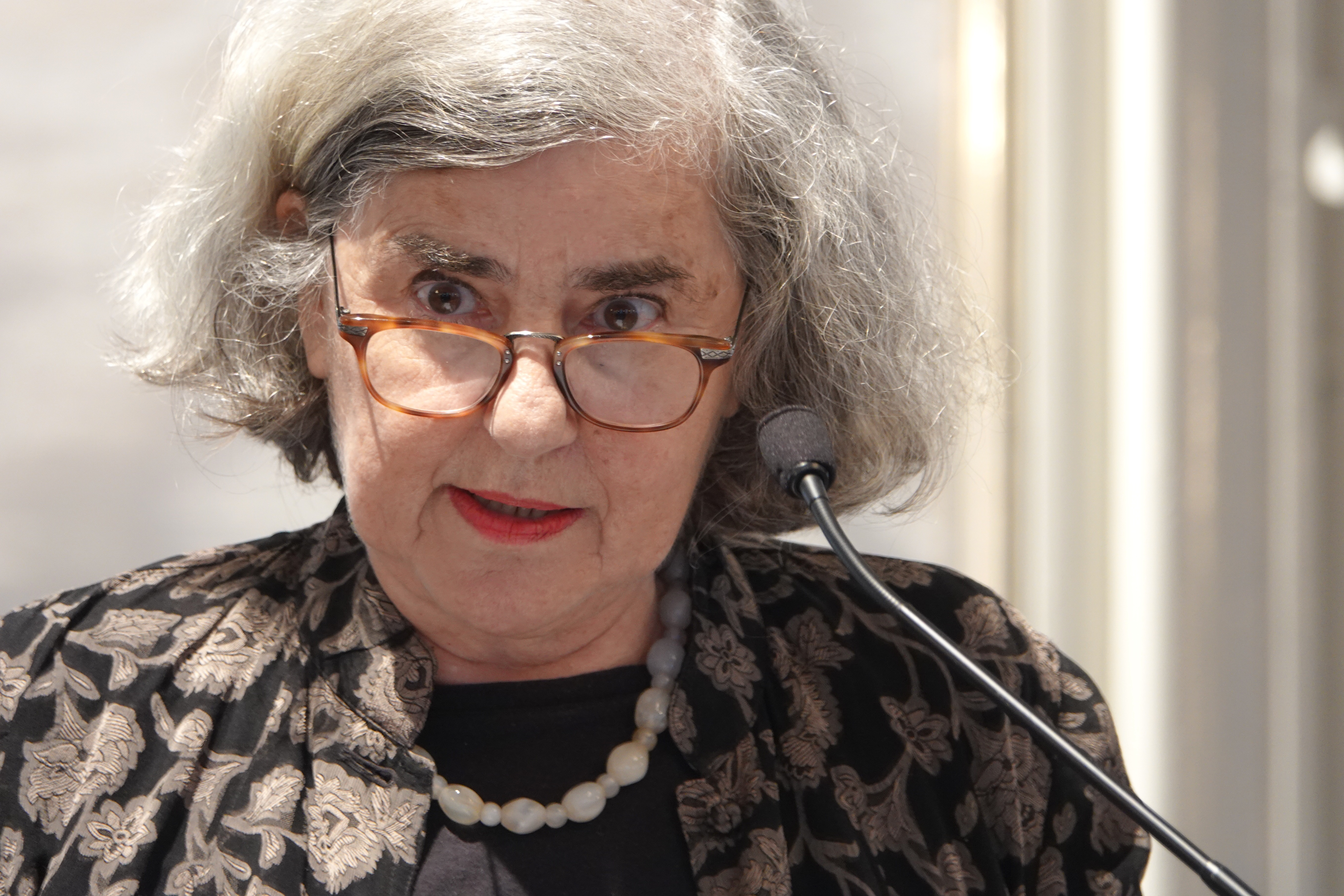
Barbara Honigmann (* 1949)

- Honigmann, Der (1946–2018), deutscher Blogger, Verschwörungstheoretiker und Holocaustleugner
- Honigmann, E. A. J. (1927–2011), britischer Literaturwissenschaftler
- Honigmann, Eduard (1809–1886), deutscher Bergmeister und Bergwerksbesitzer
- Honigmann, Ernst (1789–1848), deutscher Berggeschworener, Major
- Honigmann, Ernst (1892–1954), deutscher Byzantinist
- Honigmann, Friedrich (1841–1913), deutscher Unternehmer im Bergbau
- Honigmann, Georg (1863–1930), deutscher Internist und Medizinhistoriker
- Honigmann, Georg (1903–1984), deutscher Journalist
- Honigmann, Hans (1891–1943), deutscher Zoologe
- Honigmann, Heddy (1951–2022), peruanisch-niederländische Regisseurin und Drehbuchautorin
- Honigmann, Johann Ehrenfried (1775–1855), deutscher Bergamtsdirektor
- Honigmann, Johannes (* 1976), deutscher Literatur- und Theaterübersetzer
- Honigmann, Moritz (1844–1918), deutscher Chemiker, Erfinder, Bergmann
- Honigmann, Peter (* 1952), deutscher Archivar und Leiter des Zentralarchivs zur Erforschung der Geschichte der Juden in Deutschland
- Honigmann-Zinserling, Liselotte (* 1930), deutsche Kunsthistorikerin
- Hönigsberg, Nicolae (* 1900), rumänischer Fußballspieler
- Hönigschmid, Otto (1878–1945), böhmisch-deutscher Chemiker
- Hönigschmid, Rudolf (1876–1967), böhmisch-deutscher Kunsthistoriker, Denkmalpfleger, Landeskonservator und Hochschullehrer
- Hönigsfeld, Rudolf (1902–1977), österreichischer Architekt
- Honigsheim, Paul (1885–1963), deutscher Soziologe und Hochschullehrer
- Honigstein, Raphael (* 1973), deutscher Journalist und Autor
- Hönigswald, Richard (1875–1947), deutsch-US-amerikanischer Philosoph
- Honikel, Friedrich (1878–1964), deutscher Regierungsbaurat und Mitglied der Badischen Ständeversammlung
- Hon’inbō, Shūsai (1874–1940), japanischer Go-Spieler
- Hon’inbō, Shūsaku (1829–1862), japanischer Go-Spieler
- Höning, Antje (* 1967), deutsche WirtschaftsjournalistinAntje Höning (* 1967)

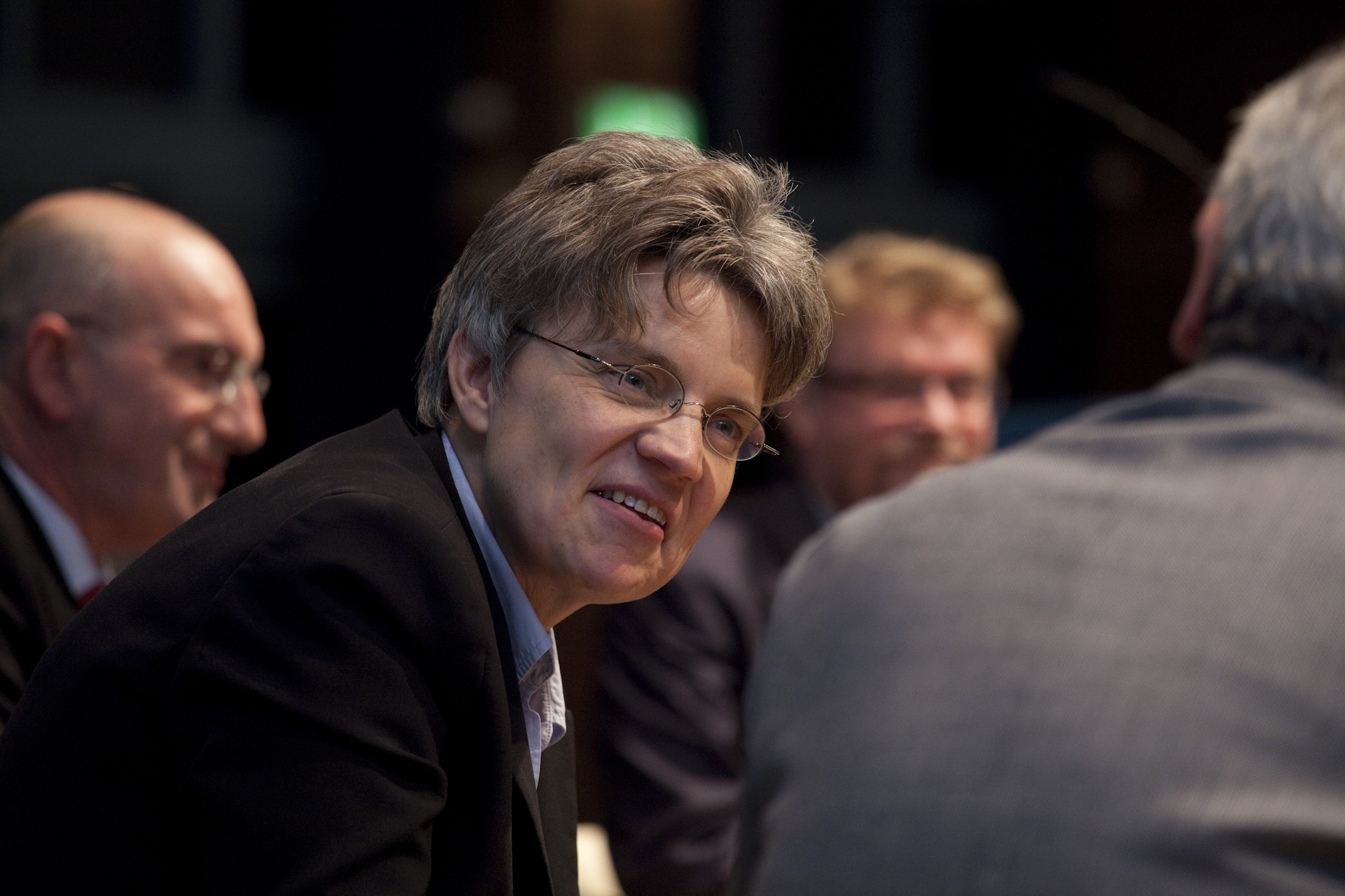
Antje Höning (* 1967)

- Höning, Ewald, deutscher Fußballspieler
- Höning, Max (* 1993), deutscher Handballspieler
- Honing, Yuri (* 1965), niederländischer Jazz-Saxophonist
- Höninghaus, Adolf (1811–1882), deutscher Architektur- und Landschaftsmaler der Düsseldorfer Schule
- Hönisch, Andreas (1930–2008), katholischer Ordensgeistlicher, Gründer des Ordens Diener Jesu und Mariens
- Hönisch, Bärbel (* 1974), deutsche Paläozeanografin, Hochschullehrerin und Autorin
- Honisch, Dieter (1932–2004), deutscher Kunsthistoriker und Museumsdirektor
- Honisch, Eduard (1910–1953), österreichischer Politiker (NSDAP), MdR und SA-Führer
- Hönisch, Erich (1921–1973), deutscher Politiker (SED)
- Hönisch, Falko (* 1977), deutscher Opern- und Konzertsänger und Politiker (SPD)
- Hönisch, Fridel (1909–1999), deutsche Unterhaltungskünstlerin, Kabarettistin und Sängerin
- Honisch, Juliane, deutsche Schriftstellerin und Liedermacherin
- Honisch, Karl (1893–1959), deutscher Gewerkschafter, Vorsitzender IG Bergbau (FDGB)
- Hönisch, Rainer (* 1959), deutscher Radsportler (DDR)

### Honj
- Honjō, Mutsuo (1905–1939), japanischer Schriftsteller
- Honjō, Shigeru (1876–1945), General der kaiserlich japanischen Armee
- Honjo, Tasuku (* 1942), japanischer Immunologe

### Honk
- Honk!, deutscher Partyschlagersänger und KünstlerHonk!

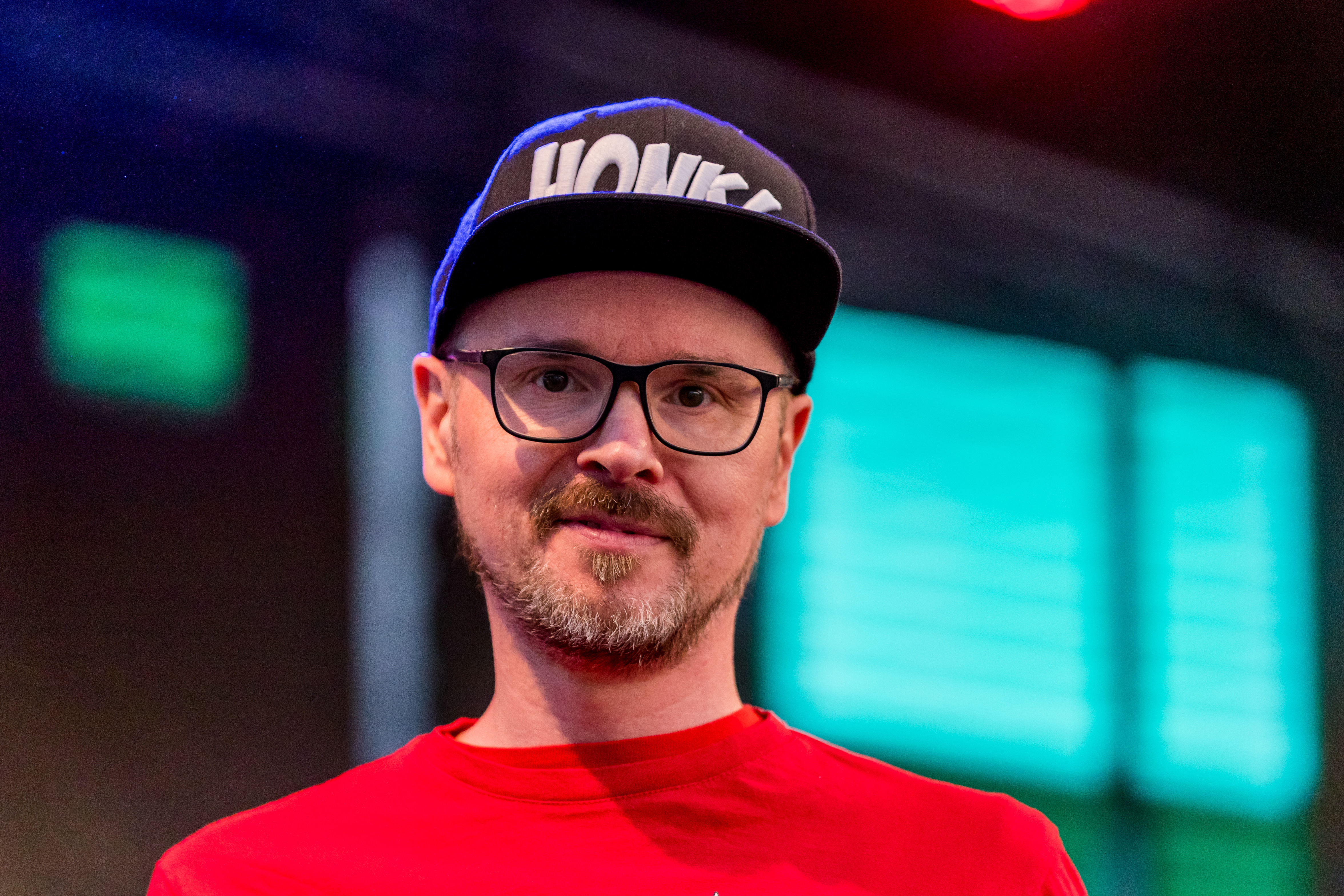
Honk!

- Honk, Jivi (* 1957), österreichischer Pop- und Jazzmusiker, Komponist und Produzent
- Honka, Fritz (1935–1998), deutscher Serienmörder
- Honka, Hartmut (* 1978), deutscher Politiker (CDU), MdL
- Honka, Julius (* 1995), finnischer Eishockeyspieler
- Honka, Olavi (1894–1988), finnischer Jurist und Präsidentschaftskandidat
- Honkala, Leo (1933–2015), finnischer Ringer und Gewichtheber
- Honkanen, Raimo (1938–2020), finnischer Radrennfahrer
- Honkanen, Riikka (* 1998), finnische Skirennläuferin
- Honkanen, Tauno (1927–2023), finnischer Skisportler
- Honkapohja, Seppo (* 1951), finnischer Ökonom und Vorstandsmitglied der finnischen Zentralbank (seit 2008)
- Honkavaara, Jani (* 1976), finnischer Fußballtrainer
- Honkavuori, Jukka (* 1991), finnischer Automobilrennfahrer
- Hönke, Jana (* 1978), deutsche Politologin
- Honkisch, Paul (* 1924), deutscher Fußballspieler
- Honkisz, Adrian (* 1988), polnischer Radrennfahrer
- Honko, Lauri (1932–2002), finnischer Folklorist und Religionswissenschaftler sowie Mitbegründer der empirischen Kulturforschung in Skandinavien
- Honko, Wolfgang (* 1948), deutscher Fußballspieler
- Honkomp, Christopher (* 2000), deutscher Sportschütze
- Honkonen, Petri (* 1987), finnischer Politiker
- Honkonen, Rosa (* 2000), finnische Schauspielerin

### Honl
- Hönl, Helmut (1903–1981), deutscher theoretischer Physiker
- Hönle, Alois (1871–1943), deutscher Volkssänger
- Hönle, Augusta (1936–2024), deutsche Lehrerin und Althistorikerin
- Hönlein, Hans (1875–1952), deutscher Arzt, Heimatforscher der Spessart-Region und Vorsitzender des Spessartbundes
- Hönlinger, Alois (1855–1920), österreichischer Gutsbesitzer und Politiker
- Hönlinger, Baldur (1905–1990), österreichischer Schachspieler
- Hönlinger, Ingrid (* 1964), deutsche Politikerin (Bündnis 90/Die Grünen), MdB

### Honm
- Honma, Junji, japanischer Badmintonspieler

### Honn
- Hönn, Georg Christoph (1621–1674), Nürnberger Kaufmann
- Hönn, Georg Paul (1662–1747), deutscher Jurist; deutscher Archivar; deutscher Schriftsteller
- Hönn, Günther (* 1939), deutscher Rechtswissenschaftler
- Hönn, Walter (1906–1980), deutscher Arzt und Heimatforscher
- Honna, Friedrich (1885–1964), deutscher Sänger, Schauspieler und Theaterregisseur
- Honna, Yōko (* 1979), japanische Schauspielerin und Synchronsprecherin
- Honnami, Kenji (* 1964), japanischer Fußballspieler
- Honne, Yasuyuki (* 1971), japanischer Entwickler von Videospielen
- Honnef, Hermann (1878–1961), deutscher Erfinder und Windenergiepionier
- Honnef, Klaus (* 1939), deutscher Kunsthistoriker, Kurator und Kunstkritiker
- Honnef-Metzeltin, Lotte (1902–1941), deutsche Bildhauerin und Keramikerin
- Honnefelder, Gottfried (* 1946), deutscher Verleger
- Honnefelder, Ludger (* 1936), deutscher Philosoph
- Hönnekes, Hubert (1880–1947), deutscher Politiker (Zentrum), MdR
- Honnen, Hannelore (* 1945), deutsche Autorin und Theaterleiterin
- Honnen, Peter (* 1954), deutscher Sprachwissenschaftler
- Honner, Franz (1893–1964), österreichischer Politiker (KPÖ), Abgeordneter zum Nationalrat, Innenminister
- Honnerlag, Bartholome (1740–1815), Schweizer Arzt, Landeshauptmann und Landesstatthalter
- Honnerlag, Johann Conrad (1777–1838), Schweizer Textilunternehmer und Kunstsammler
- Honnerlag, Johann Georg (1743–1820), Schweizer Textilunternehmer
- Honneth, Axel (* 1949), deutscher Philosoph
- Hönnige, Christoph, deutscher Politikwissenschaftler
- Hönnige, Herbert († 2024), deutscher Handballspieler
- Hönnige, Markus (* 1963), deutscher Handballspieler
- Hönniger, Friedrich Carl (1812–1874), deutscher Jurist, schwarzburg-rudolstädtischer Beamter und radikaldemokratischer Politiker
- Hönnighausen, Lothar (* 1936), deutscher Anglist
- Honnold, Alex (* 1985), US-amerikanischer Free-Solo-KlettererAlex Honnold (* 1985)

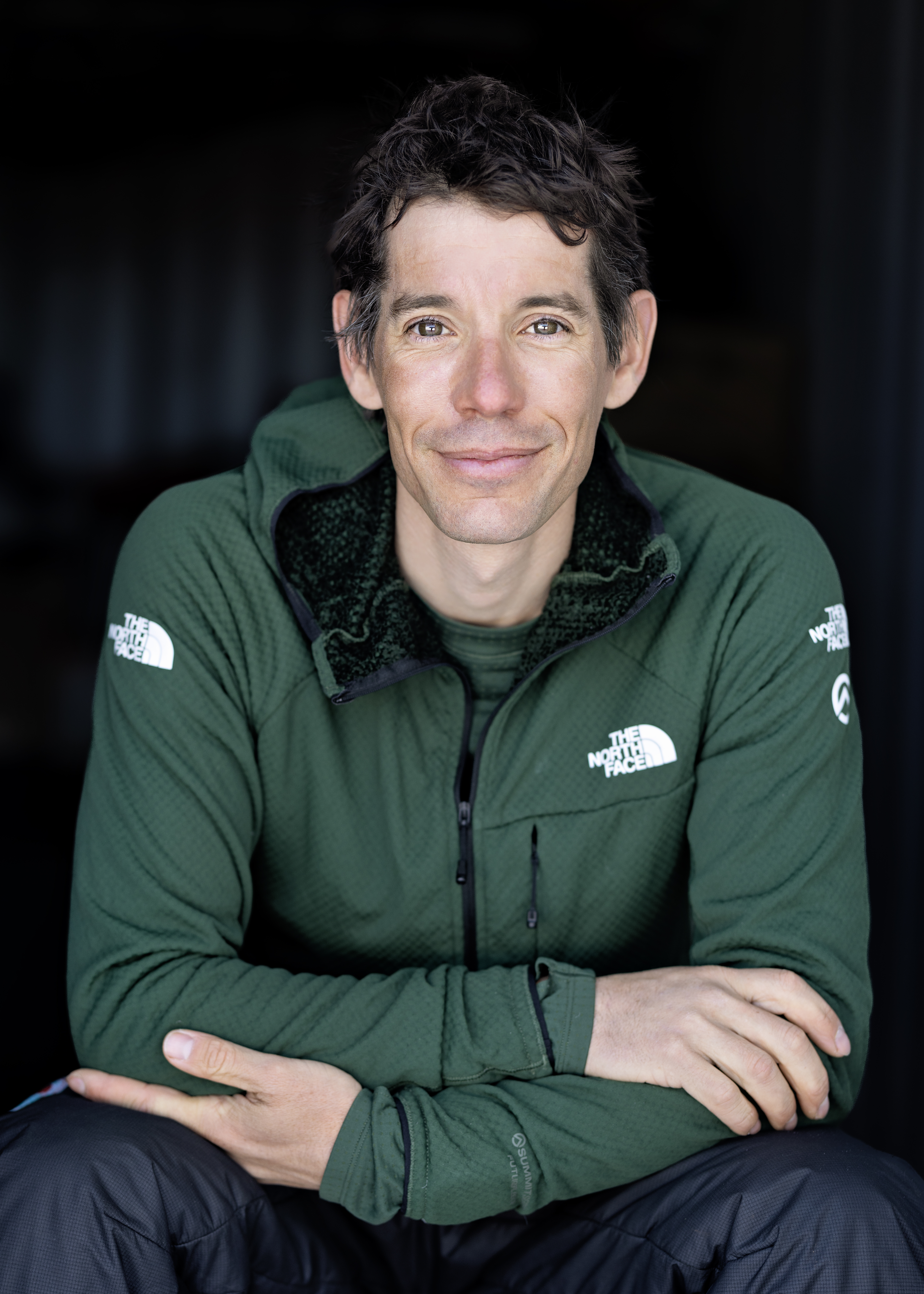
Alex Honnold (* 1985)

- Honnorat, Simon-Jude (1783–1852), französischer Romanist und Provenzalist
- Hönnscheidt, Norbert (* 1960), deutscher Fußballspieler

### Hono
- Honohan, Patrick (* 1949), irischer Wirtschaftswissenschaftler
- Honold, Alexander (* 1962), deutscher Literaturwissenschaftler
- Honold, Andreas (* 1991), Schweizer Unihockeyspieler
- Honold, Blasius, Kaufmann und Bürgermeister in Kaufbeuren
- Honold, Fridolin (1837–1900), deutscher katholischer Priester
- Honold, Gottlob (1876–1923), deutscher Ingenieur und Erfinder
- Honold, Jakob (1599–1664), deutscher Prediger und Professor in Ulm
- Honold, Konrad (1918–2007), österreichischer Maler und Restaurator
- Honold, Robert (1872–1953), deutscher Maschinenbau-Ingenieur, Hochschullehrer an der Technischen Hochschule Graz
- Honold, Rolf (1919–1979), deutscher Schauspieler, Theaterregisseur und Schriftsteller
- Honolka, Kurt (1913–1988), deutscher Musik- und Kulturkritiker, Schriftsteller, Autor
- Honolulu-Maler, korinthischer Vasenmaler
- Honomichl, Klaus (* 1943), deutscher Zoologe, Privatdozent und Fachbuchautor
- Honorat I. de Savoie (1538–1572), französischer Adliger und Militär, Gouverneur und Großseneschall der Provence
- Honorat II. de Savoie, marquis de Villars (1511–1580), Marschall von Frankreich aus dem Haus Savoyen
- Honorat, Franck (* 1996), französischer FußballspielerFranck Honorat (* 1996)

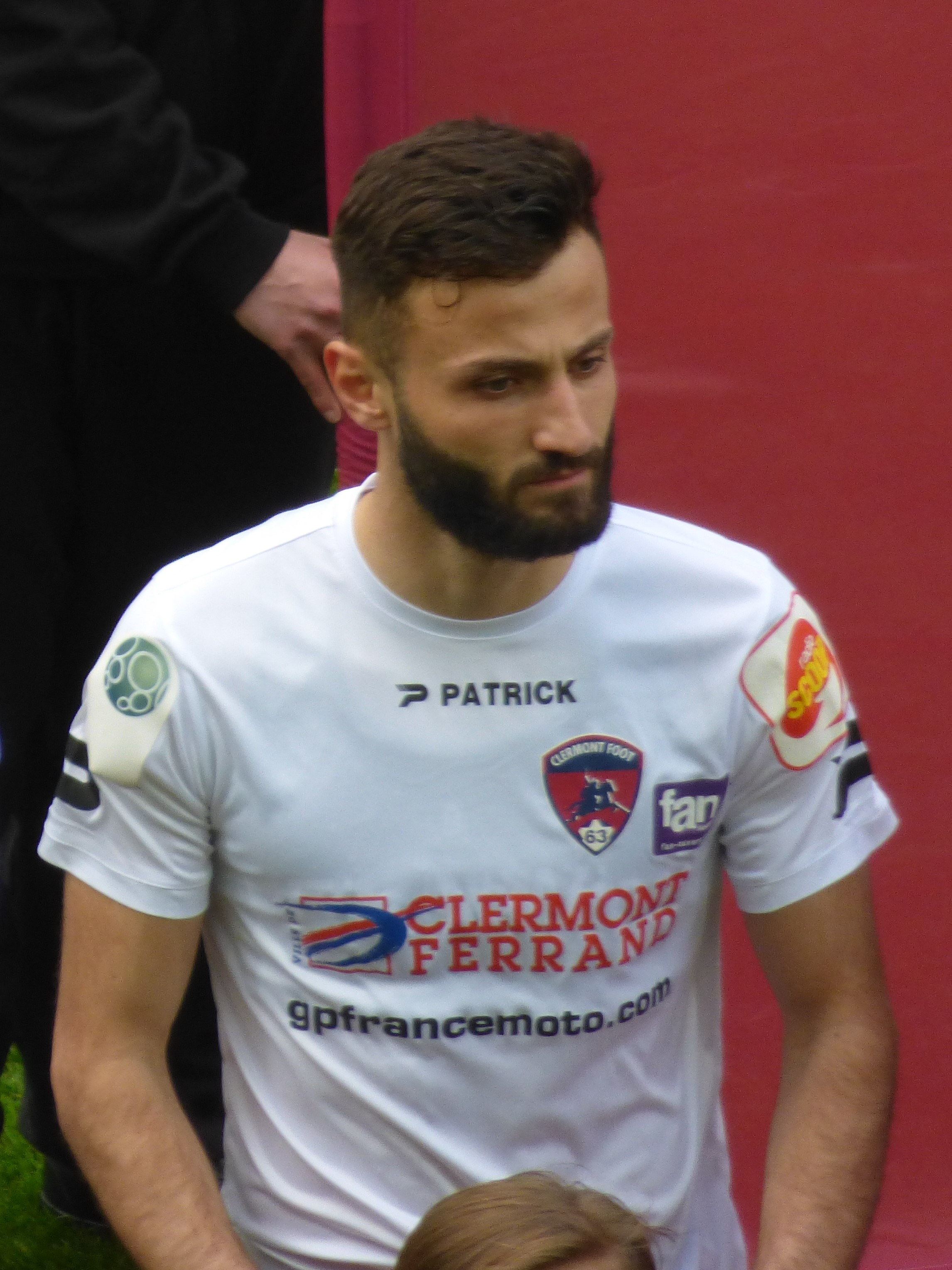
Franck Honorat (* 1996)

- Honorat, Jean-Jacques (1931–2023), haitianischer Politiker
- Honorati, Bernardino (1724–1807), Kardinal der katholischen Kirche
- Honoratianus, Konsul des Gallischen Sonderreiches unter dem Usurpator Postumus
- Honorato, Carlos (* 1974), brasilianischer Judoka
- Honorato, Fernanda (* 1980), brasilianische Fernsehreporterin
- Honoratus von Arles, Bischof der Stadt Arles, Heiliger
- Honoratus von Mailand († 572), Erzbischof von Mailand
- Honoré Caille du Fourny (1630–1713), Genealoge
- Honoré I. (1522–1581), Herr von Monaco (1532–1581)
- Honoré II. (1597–1662), Herr bzw. später Fürst von Monaco (1604–1662)
- Honoré III. (1720–1795), Fürst von MonacoHonoré III. (1720–1795)

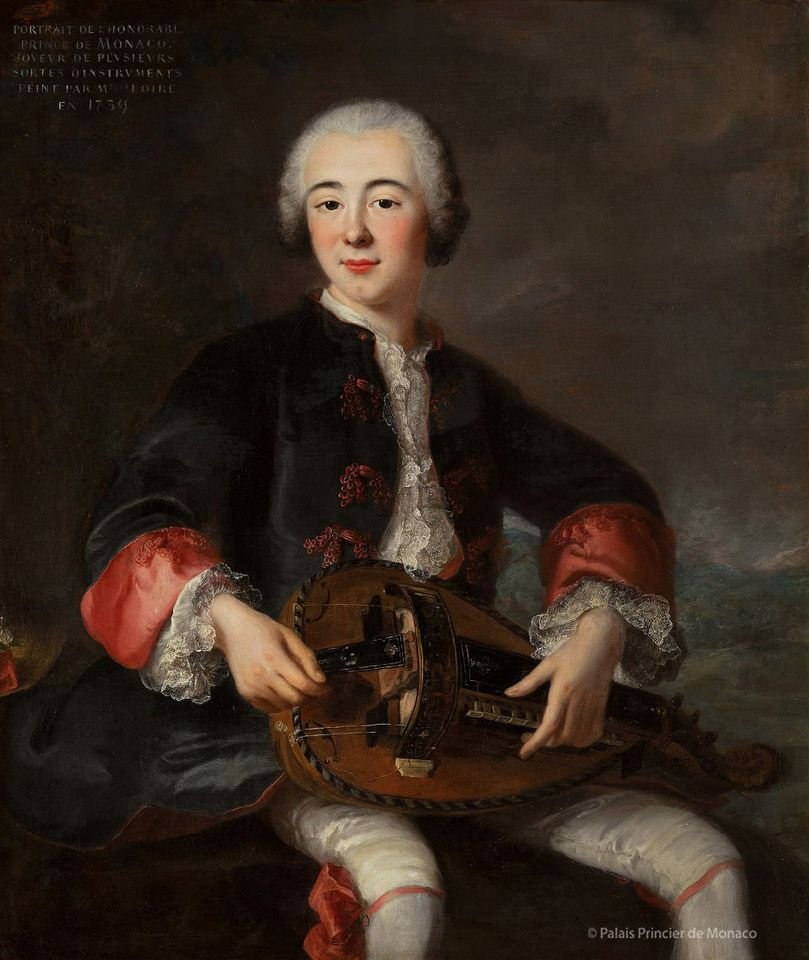
Honoré III. (1720–1795)

- Honoré IV. (1758–1819), Fürst von Monaco
- Honoré V. (1778–1841), Fürst von Monaco
- Honoré, Annik (1957–2014), belgische Journalistin und Konzertveranstalterin
- Honoré, Christophe (* 1970), französischer Theater- und Filmregisseur, Drehbuchautor und Schriftsteller
- Honoré, Gideon (1904–1990), US-amerikanischer Jazzpianist
- Honoré, Jean (1920–2013), französischer Geistlicher und Theologe, Erzbischof von Tours und Kardinal der Römischen Kirche
- Honoré, Marc-Anthony (* 1984), trinidadischer Volleyballspieler
- Honoré, Mikkel Frølich (* 1997), dänischer Radrennfahrer
- Honoré, Philippe (1941–2015), französischer Cartoonist, Karikaturist und Journalist
- Honoré, Russel L. (* 1947), US-amerikanischer Generalleutnant
- Honoré, Sandra (* 1955), trinidad-und-tobagische Diplomatin
- Honoré, Stephanie (* 1984), US-amerikanische Schauspielerin
- Honoré, Tony (1921–2019), englischer Jurist und Hochschullehrer
- Honorez, Jonathan (1872–1941), französischer Turner
- Honorius Augustodunensis, christlicher Theologe
- Honorius I. († 638), Papst (625–638)
- Honorius II., Gegenpapst (1061–1064)
- Honorius II. († 1130), Papst (1124–1130)
- Honorius III. († 1227), Papst (1216–1227)Honorius III. († 1227)

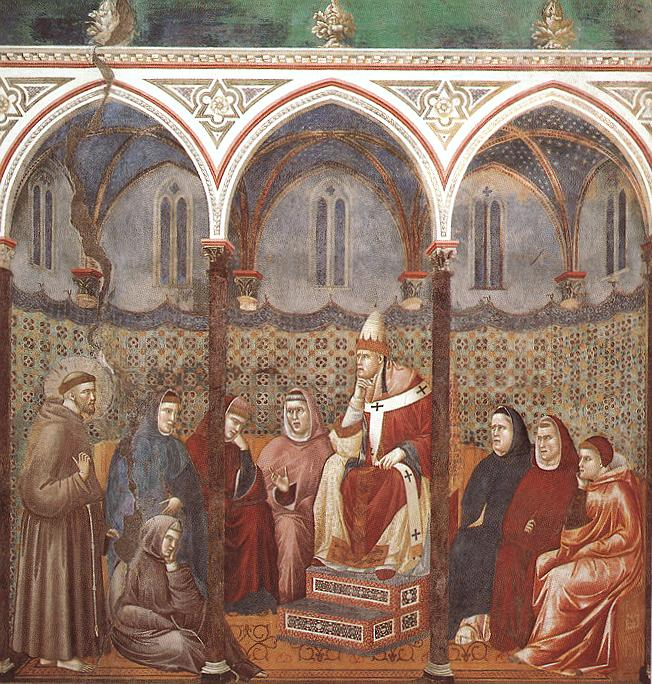
Honorius III. († 1227)

- Honorius IV. († 1287), Papst (1285–1287)
- Honorius von Amiens, Heiliger der katholischen Kirche, Schutzpatron der Bäcker, Bischof von Amiens
- Honorius von Canterbury († 653), Erzbischof von Canterbury
- Honorius, Flavius (384–423), weströmischer Kaiser (395–423)Flavius Honorius (384–423)

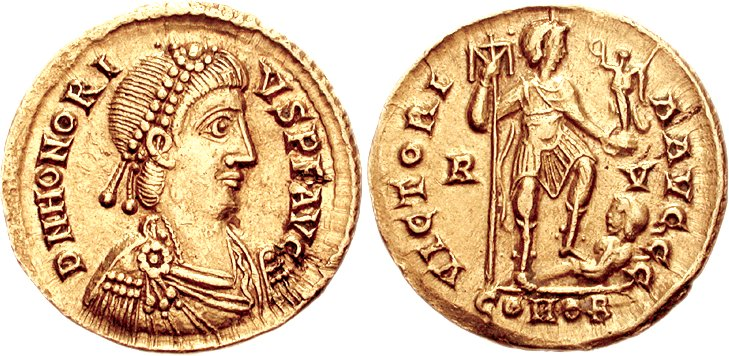
Flavius Honorius (384–423)

- Honour, Janet (* 1950), britische Hochspringerin, Hürdenläuferin und Fünfkämpferin
- Honovere, Tydericus monetarius de, deutscher Münzmeister
- Hönow, Günter (1923–2001), deutscher Architekt

### Honr
- Honrath, Eduard Gustav (1837–1893), deutscher Kunsthändler und Entomologe
- Honrath, Johanna von (1770–1823), Jugendliebe Beethovens
- Honroth, Margret (1937–2020), deutsche Klassische Archäologin
- Honrubia, Samuel (* 1986), französischer Handballspieler
- Honryō, Shinjirō (1903–1971), japanischer Politiker, Professor an der Waseda-Universität, Spieler und Trainer des Rugby Klubs dieser Universität

### Hons
- Hons, Rainer (* 1980), österreichischer Newsanchor/Radiomoderator
- Honsak, Mathias (* 1996), österreichischer Fußballspieler
- Honsberger, Ross (1929–2016), kanadischer Sachbuchautor und Mathematiker
- Hönscheid, Anne (* 1980), deutsche Badmintonspielerin
- Hönscheid, Geesche (* 1940), deutsche Bibliothekarin
- Hönscheid, Janni (* 1990), deutsche Surferin
- Hönscheid, Johannes-Matthias (1922–2001), deutscher Offizier und Kriegsberichterstatter im Zweiten Weltkrieg
- Hönscheid, Jürgen (* 1939), deutscher Bibliothekar und Hochschullehrer
- Hönscheid, Jürgen (* 1954), deutscher Windsurfer
- Hönscheid, Sonja (* 1981), deutsche Surferin
- Honsel, Christina (* 1997), deutsche HochspringerinChristina Honsel (* 1997)

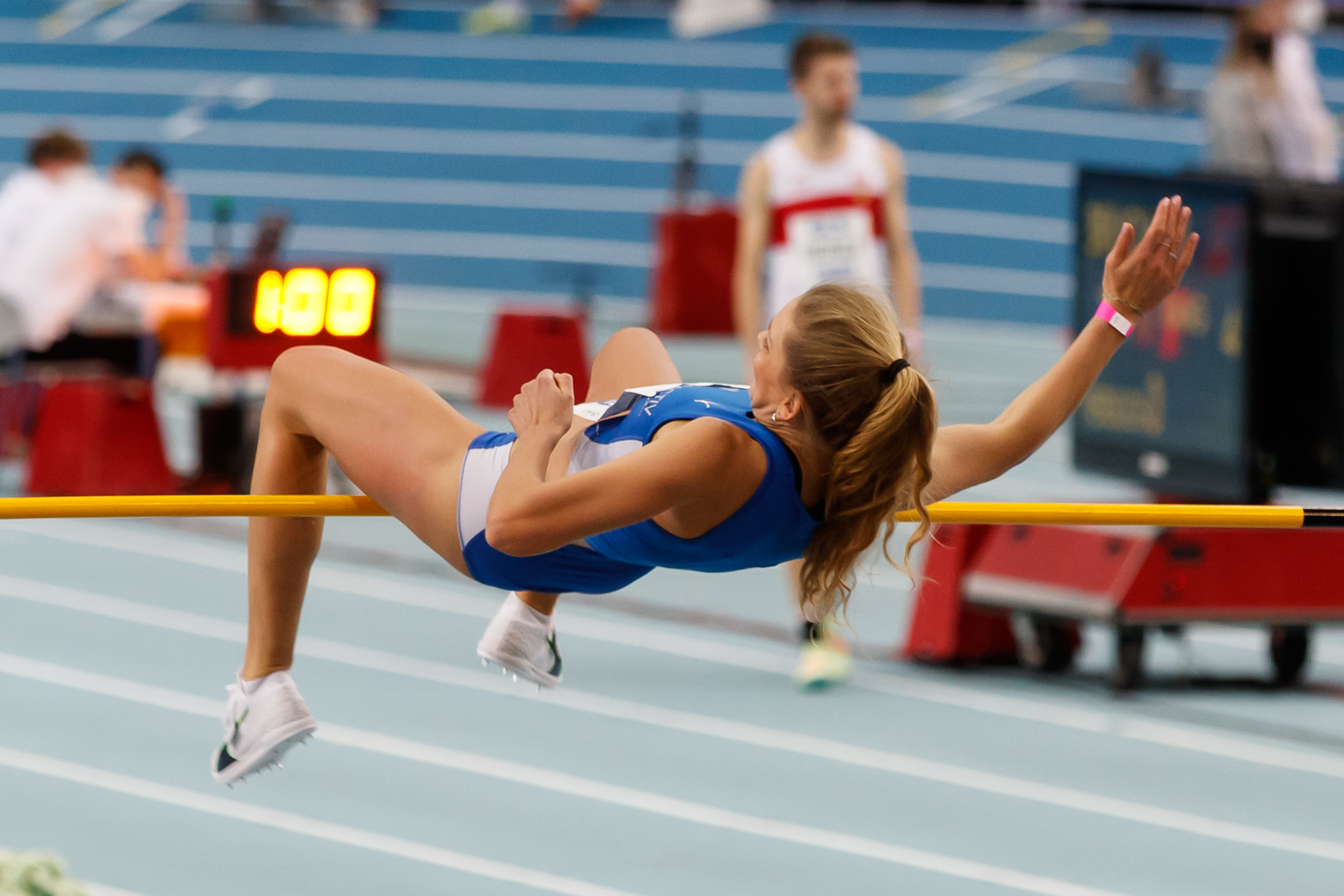
Christina Honsel (* 1997)

- Honsel, Fritz (1888–1964), deutscher Industrieller
- Honsel, Hans (1910–1977), deutscher Hüttenmann und Fabrikant
- Honsel, Ines (* 1975), österreichische Schauspielerin und Theaterpädagogin
- Honsell, Carl (1805–1876), deutscher Verwaltungsbeamter und Richter
- Honsell, Heinrich (* 1942), deutscher und österreichischer Rechtswissenschaftler
- Honsell, Johannes (1978–2023), deutscher Regisseur, Filmemacher und Dokumentarfilmer
- Honsell, Max (1843–1910), deutscher Wasserbauingenieur und Hochschullehrer in Karlsruhe, badischer Finanzminister
- Honsell-Weiss, Beate (* 1952), deutsche bildende Künstlerin
- Honselmann, Franz (1850–1940), deutscher Verleger und Familienforscher
- Honselmann, Klemens (1900–1991), deutscher Bibliothekar und Kirchenhistoriker
- Honsia, Henri (1913–2004), belgischer Kanute
- Honsig-Erlenburg, Johannes (* 1962), österreichischer Rechtsanwalt und KulturmanagerJohannes Honsig-Erlenburg (* 1962)

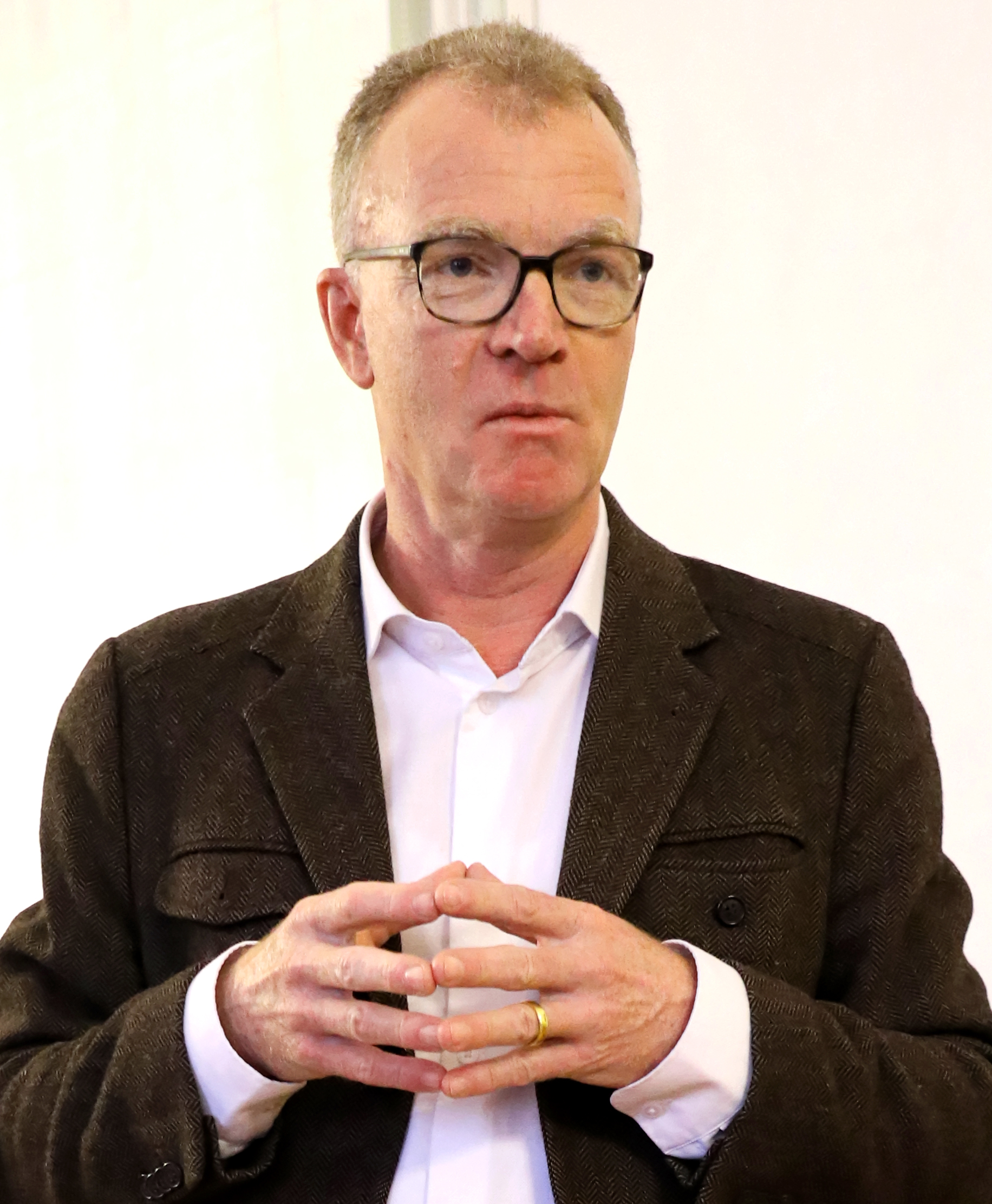
Johannes Honsig-Erlenburg (* 1962)

- Honsik, Gerd (1941–2018), österreichischer Autor und Holocaustleugner
- Honsinger, Clara (* 1997), US-amerikanische Radrennfahrerin
- Honsinger, Tristan (1949–2023), US-amerikanischer Freejazz-Cellist
- Honsová, Zdeňka (1927–1994), tschechische Kunstturnerin
- Honsowitz, Herbert (* 1944), deutscher Diplomat
- Honsowitz-Friessnigg, Franziska (* 1962), österreichische Diplomatin und Botschafterin
- Honstedt, August von († 1821), hannoverscher Generalmajor, Kommandeur des 6. Linien-Bataillons der King’s German Legion
- Honstedt, Thomas (1642–1704), deutscher evangelisch-lutherischer Geistlicher, Hauptpastor am Lübecker Dom und Senior des Geistlichen Ministeriums
- Honstein, Erich (1904–1934), deutscher KPD-Funktionär und Widerstandskämpfer gegen den Nationalsozialismus
- Hønsvald, Nils (1899–1971), norwegischer Politiker

### Hont
- Hont, István (1947–2013), ungarisch-britischer Politikwissenschaftler
- Hontama, Mai (* 1999), japanische Tennisspielerin
- Hontarewa, Walerija (* 1964), ukrainische Ökonomin und Präsidentin der Nationalbank der Ukraine
- Honterus, Johannes († 1549), siebenbürgischer Gelehrter, Reformator und Humanist
- Höntgesberg, Joseph (1922–2019), deutscher Bildhauer
- Hontheim, Franz-Josef (1938–2019), deutscher Fußballschiedsrichter
- Hontheim, Hiob von (1813–1883), preußischer Generalmajor
- Hontheim, Johann Nikolaus von (1701–1790), Weihbischof und Kirchenjurist in Trier
- Hontheim, Peter Josef Ignaz von (1739–1807), deutscher Geistlicher
- Honthorst, Gerrit van (1592–1656), niederländischer MalerGerrit van Honthorst (1592–1656)

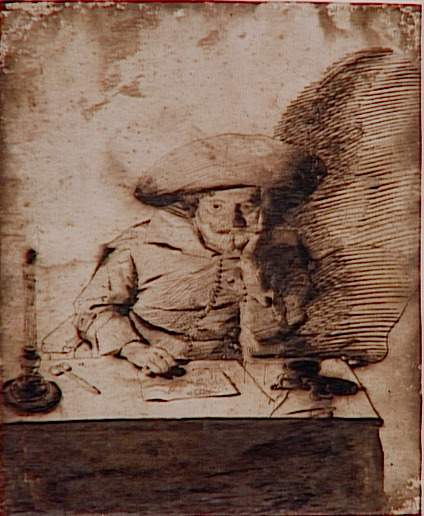
Gerrit van Honthorst (1592–1656)

- Honthorst, Willem van (1594–1666), niederländischer Maler
- Honthumb, Caspar Alexander (1839–1890), deutsch-amerikanischer Schriftsteller und Journalist
- Honthy, Hanna (1893–1978), ungarische Schauspielerin, Operettenprimadonna
- Honti, László (* 1943), ungarischer Finnougrist
- Hontjuk, Roman (* 1984), ukrainischer Judoka
- Höntsch, Andreas (* 1957), deutscher Filmregisseur
- Höntsch, Michael (* 1954), deutscher Pädagoge und Politiker (SPD), MdL
- Höntsch, Winfried (1930–2022), deutscher Musikwissenschaftler und Intendant
- Höntsch-Harendt, Ursula (1934–2000), deutsche Schriftstellerin
- Hontschar, Iwan (1911–1993), ukrainischer Bildhauer und Maler, Gründer des Kiewer Völkerkundlichen Museums
- Hontschar, Julija (* 1990), ukrainische Autorin, Dramaturgin und Kulturmanagerin
- Hontschar, Nasar (1964–2009), ukrainischer Dichter und Schriftsteller
- Hontschar, Oles (1918–1995), ukrainischer und sowjetischer Schriftsteller, Literaturkritiker und sozialer Aktivist
- Hontschar, Serhij (* 1970), ukrainischer RadrennfahrerSerhij Hontschar (* 1970)

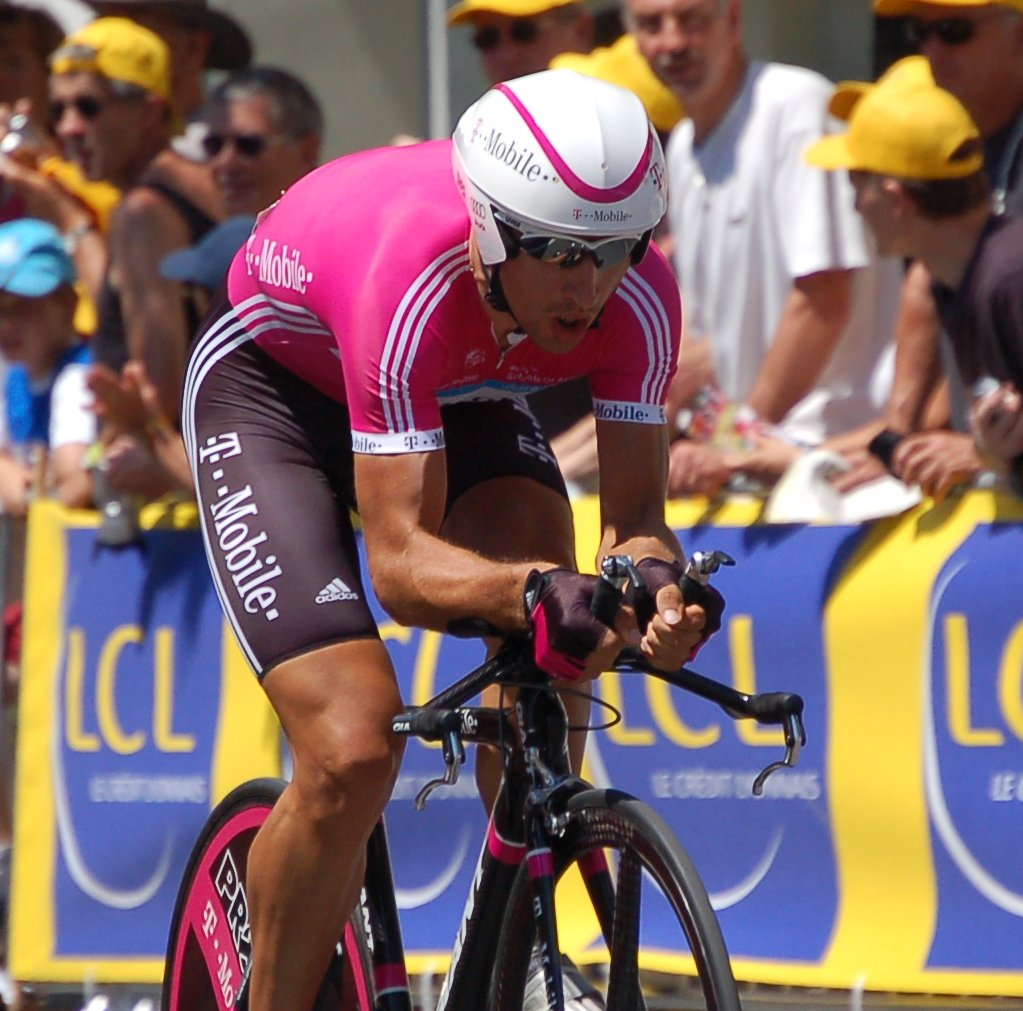
Serhij Hontschar (* 1970)

- Hontscharenko, Diana (* 2004), ukrainische Sprinterin
- Hontscharenko, Oleksij (* 1980), ukrainischer Politiker, Volksabgeordneter der Ukraine
- Hontscharow, Ruslan (* 1973), ukrainischer Eiskunstläufer
- Hontscharow, Walerij (* 1977), ukrainischer Turner
- Hontscharowa, Iryna (* 1974), ukrainische Handballspielerin
- Hontscharuk, Oleksij (* 1984), ukrainischer Politiker und Rechtsanwalt
- Hontscharuk, Pawlo (* 1978), ukrainischer Geistlicher und römisch-katholischer Bischof von Charkiw-Saporischschja
- Hontschenkow, Oleksandr (* 1970), sowjetischer, ukrainischer, russischer Radsportler
- Hontschik, Andrea (1959–1993), deutsche Schönheitskönigin und Fotomodell
- Hontschik, Bernd (* 1952), Chirurg und Autor
- Hontvári, Gábor (* 1993), ungarischer Dirigent

### Honu
- Honu, Regina (* 1983), ghanaische Softwareentwicklerin und Gründerin

### Honw
- Honwana Welch, Gita, mosambikanische Beraterin im Bereich der internationalen Entwicklungshilfe und ehemalige Mitarbeiterin der Vereinten Nationen
- Honwana, Luís Bernardo (* 1942), mosambikanischer Journalist und Schriftsteller

### Hony
- Honyman, Richard, 2 Baronet (1787–1842), schottischer Politiker, Mitglied des House of Commons
- Honyman, Robert († 1848), schottischer Admiral und Politiker, Mitglied des House of Commons
- Honyman, Robert († 1808), schottischer Politiker, Mitglied des House of Commons und Offizier
- Honys, Josef (1919–1969), tschechischer Dichter, Künstler und Repräsentant der tschechischen Experimentalkunst der 1960er Jahre

### Honz
- Honz, Herbert (* 1942), deutscher Radrennfahrer, nationaler Meister im Radsport
- Honz, Karl (* 1951), deutscher Leichtathlet und OlympiateilnehmerKarl Honz (* 1951)

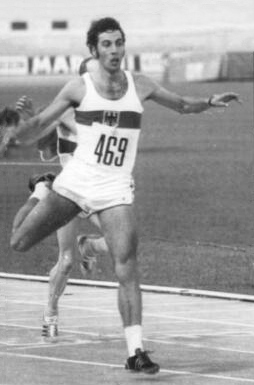
Karl Honz (* 1951)

- Honzák, Jaromír (* 1959), tschechischer Jazz-Bassist, Komponist und Musikpädagoge
- Honzáková, Anna (1875–1940), tschechische Ärztin
- Honzl, Jindřich (1894–1953), tschechischer Regisseur und Theatertheoretiker